# تقاليد الزواج حسب الدولة

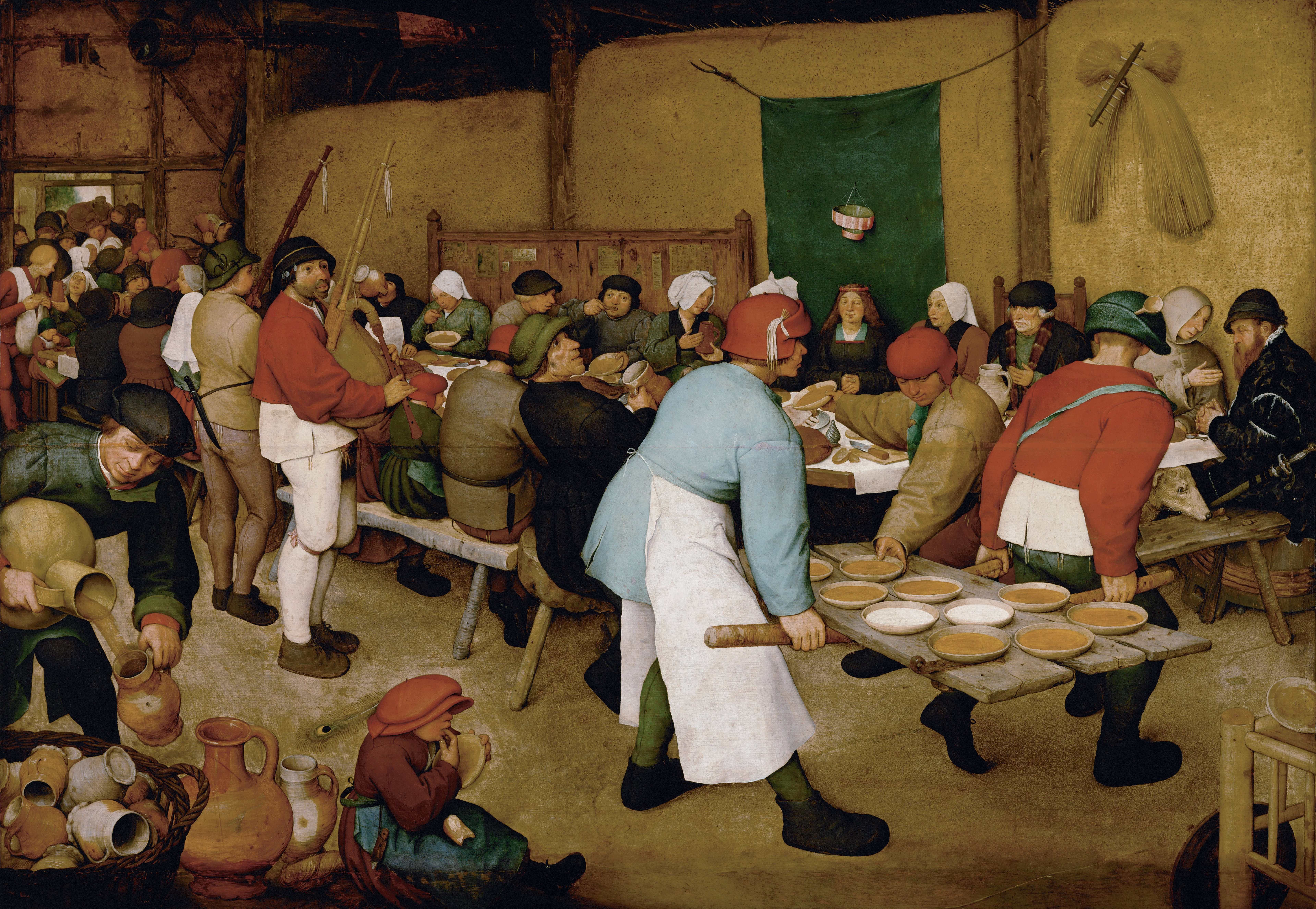
عرس الفلاحين، من أعمال بيتر بروغل 1567م

تختلف عادات الزواج حسب الدولة، وفيما يلي استعراض لأهم تلك التقاليد في البلدان المختلفة.

## عادات أفريقية

### العادات في أثيوبيا
يبدأ إجراء الزفاف في إثيوبيا بإرسال الشيوخ (Shimagle) من جانب العريس، الذين يطلبون الاتحاد بين العائلتين. يناقش الشيوخ المهر (ጧሎሽ) ويتحققون من أن العروس والعريس المقصودين ليسوا أقارب، وذلك عن طريق التحقق من نسبهم لسبعة أجيال على الأقل. وبعد الاتفاق على المهر والتأكد من عدم وجود علاقة بين العريس والعروس، يجري الإعلان عن الزفاف، وتبدأ العائلات الاستعدادات لحفل الكنيسة أو المسجد ومراسم الملل mels/melsi.
وفي يوم الزفاف، يستعد العريس ورجال العريس (ሚዜ) في منزله في الصباح الباكر ويتوجهون إلى منزل والدي العروس لبدء مراسم الزفاف. في منزل والدي العروس، تستعد العروس وتجلس في انتظار وصول العريس. ومع وصول العريس وبداية حفل الزفاف، يُغلق أهل العروس وأصدقائها مدخل المنزل بطريقة احتفالية.ويقوم رفقاء العريس بالغناء ويرشوا طريقهم إلى المنزل حتى يتمكن العريس من اصطحاب العروس معه. بالإضافة إلى ذلك، يقوم أفضل رجل بحمل العطر ويرشه في كل مكان داخل منزل عائلة العروس. وبعد هذا الحفل، ياخذ العريس عروسه ويذهبون مع موكب إلى الكنيسة أو المسجد لأداء مراسم الزواج.
بعد الاحتفال الديني، ينتقل موكب الزفاف إلى منتزه أو حديقة حيث يُقدم الغداء للضيوف. وبعد ذلك، عادة ما يجري التقاط صور لحفل الزفاف، بينما يشق الضيوف طريقهم إلى حفل الاستقبال. وفي حفل الاستقبال، عادةً ما يكون هناك نوع من الرقصات التقليدية اعتماداً على المجموعة العرقية التي ينتمي إليها العروسان. وعادة ما تقدم حفلات الزفاف الإثيوبية الطعام الإثيوبي والموسيقى الحية، ويستمر الحفل عادة حتى الصباح الباكر. ويُختتم حفل الزفاف بجلوس الشيوخ (الكبار) عند مخرج المكان، ويقوم العروس والعريس بتقبيل رُكب كبار السن عند خروجهم من المكان. عادة ما يكون هذا هو الختام في اليوم الأول من حفل الزفاف الإثيوبي النموذجي.
وهناك حفل mels/i الذي يعتمد على التراث العرقي للعائلة ولكنه عادة ما يكون أصغر من الحفل الأول، ويُخصص للأصدقاء المقربين والعائلة لقضاء بعض الوقت مع بعضهم البعض والاستمرار في الاحتفال بالزوجين المتزوجين حديثاً.

### العادات في زمبابوي
عادة ما تبدأ إجراءات الزواج في زمبابوي بخطوبة الرجل للمرأة. وبعد قبولها يدعو الرجل إلى لقاء شيوخ عشيرته الذين يتألفون إلى حد كبير من أفراد الأسرة المُسنين. ثم يجري إرسال وفد يحمل هدايا صغيرة إلى منزل المرأة للقاء شيوخ عشيرتها. تبدأ المداولات بشأن مهر العروس في تاريخ لاحق، وهي مهمة يقوم بها الرجال الأكبر سنًا فقط. عند الانتهاء من هذه المفاوضات، يقوموا بتحديد موعد الزفاف، مع تقديم الشيوخ نسبة مقبولة من المهر الكامل. وينتظر باقي المهر لاحقا، حيث يقوم الشاب بدفعه لاحقًا، ويُعتبر عدم القيام بدفعه مما يُنذر بالعار لتلك العائلة.
يبدأ يوم الزفاف بذهاب قافلة من عائلة العريس إلى منزل الفتاة لإحضارها. ومع ذلك، لا يُسمح للقافلة بالدخول على الفور إلى منزل الفتاة. ولكن يجري إغلاق بوابة العروس ويبدأ الغناء والرقص، وبعد ذلك يُسمح للعريس بالدخول إلى منزل العروس.

### العادات في نيجيريا
بشكل عام، هناك ثلاثة أنواع من حفلات الزفاف في نيجيريا، وهي: حفلات الزفاف التقليدية وحفلات الزفاف في الكنيسة وحفلات الزفاف في المحاكم. يجري تدوين الزواج المدني في سجل، ثم يتبعه حفل الزفاف التقليدي. وأخيرًا يأتي حفل الزفاف بالكنيسة. يختار العديد من الأزواج القيام بالأمور الثلاثة، اعتمادًا على وضعهم المالي. عادة ما تتميز حفلات الزفاف النيجيرية بكثرة الملابس ذات الألوان المبهجة.
في حفلات الزفاف التقليدية، تختلف العادات قليلاً من جزء لآخر في نيجيريا. ففي الأجزاء الجنوبية والغربية والشرقية من نيجيريا، يطلق عليه حفل الزفاف التقليدي، حيث يشرب المسؤولون والشيوخ النبيذ أثناء دعوتهم للزوجين للتعارف والاتفاق، وعرض مهر العروس الذي يتكون أساسًا من هدايا من الأحذية والمنسوجات والمجوهرات والحقائب.
بينما في أجزاء أخرى من نيجيريا، ينسحب الشيوخ من كلتا العائلتين إلى غرفة داخلية للتفاوض بشأن مهر العروس. وعند الانتهاء، يتم تقديم الهدايا لأسرة العروس. بعد ذلك، يتم تقديم العروس وحاشيتها من الفتيات للزوج والأسرة والضيوف وهم يرتدون الملابس ذات الألوان الكثيرة.

## عادات الشرق الأوسط

### العادات العربية
على الرغم من أن حفلات الزفاف المسيحية في العالم العربي تشبه حفلات الزفاف الغربية، إلا أن حفلات الزفاف الإسلامية في الدول العربية تتأثر بالثقافة الإسلامية. تبدأ خطوات الزواج عند المسلمين بـ «الخطبة» حيث يقوم أهل العريس بالاتفاق مع أهل العروس، ولا يكون الزواج صحيحًا شرعًا إلا برضى العروسين، ويُنصح العريس بالنظر إلى مخطوبته، وقد ورد ذلك في كثير أحاديث النبي محمد. ويجري الاتفاق على المهر، وهو حق خالص للمرأة. ومن المعتاد أن يدفع العريس وعائلته جميع مصاريف الزفاف أو حسب ما يتوافق العائلتان. تتجمع عائلة العروس قبل الزفاف في منزلها، وتأتي عائلة العريس وتأخذ العروس من المنزل في سيارة مزينة مع رفيقة العروس التي عادة ما تكون أخت العروس أو ابنة عمها أو أفضل صديقة لها. ويتبعهم باقي أفراد العائلة والأصدقاء المقربين في سياراتهم، ويطلقون أبواق السيارات. عادة ما يجري الاستقبال لجميع أفراد العائلة والأصدقاء مع تقديم وليمة الزفاف، ويصاحب ذلك الغناء. ومن الشائع في التقاليد الإسلامية عدم الاختلاط، بأن يكون الرجال في جانب والنساء في جانب آخر حتى تتمكن السيدات من خلع غطاء الرأس.

### العادات في إيران
تعود تقاليد الزفاف في إيران إلى التقاليد الزرادشتية القديمة، على الرغم من الاختلافات المحلية والإقليمية، مثل العديد من الطقوس الأخرى في إيران. على الرغم من أن مفاهيم ونظرية الزواج قد تغيرت بشكل كبير من خلال التقاليد الإسلامية، إلا أن الاحتفالات الفعلية ظلت إلى حد ما كما كانت في الأصل في الثقافة الزرادشتية القديمة.
 

## عادات أوروبية

### العادات الإنجليزية

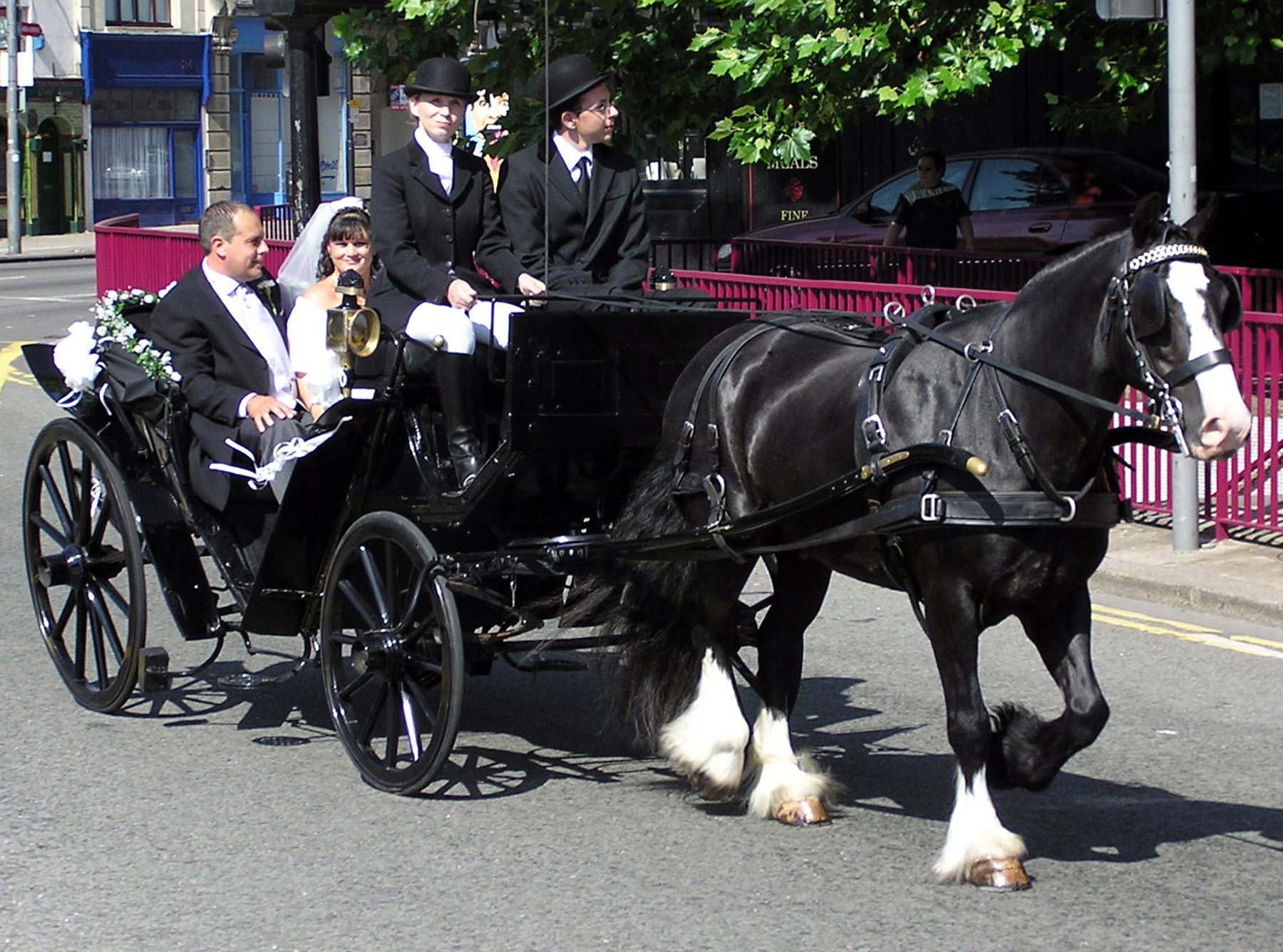
عربة زفاف في بريستول، إنجلترا

جاءت العادة الغربية بارتداء للعروس لفستان الزفاف الأبيض لترمز إلى النقاء، وليس العذرية، في العصر الفيكتوري. ضمن تقليد «الزفاف الأبيض»، لا يعتبر الثوب الأبيض والحجاب مناسباً في حفل الزفاف الثاني أو اللاحق للأرملة أو المطلقة. تتم مناقشة الأعراف المحددة لحفلات الزفاف الغربية، إلى حد كبير من وجهة نظر بروتستانتية وكاثوليكية.
غالبًا ما يتبع حفل الزفاف أو يرافقه حفل استقبال، والذي قد يُعرف في بعض المناطق باسم «إفطار الزفاف»، حيث تُقدَّم كعكة الزفاف متقنة الصنع. تشمل التقاليد الغربية نخب الزوجين toasting، والرقص الأول للعروسين، وتقطيع الكعكة. قد ترمي العروس باقة زهورها على المجموعة المجتمعة من جميع الفتيات غير المتزوجات الحاضرات، حيث يُعتقد أن الفتاة التي تُمسكها هي التالية للزواج. وظهر مؤخرا تقليد يقوم به العريس حيث يقوم برمي الرباط إلى الشباب غير المتزوجين، ومن يتمكن من التقاطه فهو التالي للزواج.
يٌعد إفطار الزفاف هو إحدى المناسبات التي يحضر فيها كل فرد من أفراد الأسرة كان له على الأقل دور ما في حفل الزفاف. وعادةً ما تكون هذه هي المرة الأولى التي يتشارك فيها العروس والعريس المتزوجان حديثًا وجبتهما الأولى معًا كزوجين متزوجين بشكل قانوني. تشمل وجبة إفطار الزفاف الحديثة تقديم الطعام للضيوف التي يمكن أن يكون من المشاوي التقليدية أو البوفيهات أو المأكولات الإقليمية.
وهناك تقليد يعود إلى العصر الفيكتوري، وهو أن ترتدي العرائس أو يحملن «شيئًا قديمًا أو جديدًا أو شيئًا مستعارًا أو شيئًا أزرق». ويعتبرون ذلك جلبًا للحظ السعيد. وغالبًا ما تحاول العروس الحصول على عنصر واحد يُحقق كل هذه المؤهلات، مثل منديل أزرق مستعار «جديد عليها» ولكن تقرضه جدتها (مما يجعله قديم)، وقد يُضاف إلى هذه العادة ارتداء قطعة نقود في الحذاءطلبًا للرخاء.
حيث تذكر التقاليد النص التالي:
شيء قديم، شيء جديد،
شيء مستعار، شيء أزرق،
وستة بنسات فضية في حذائك.

### العادات الاسكتلندية

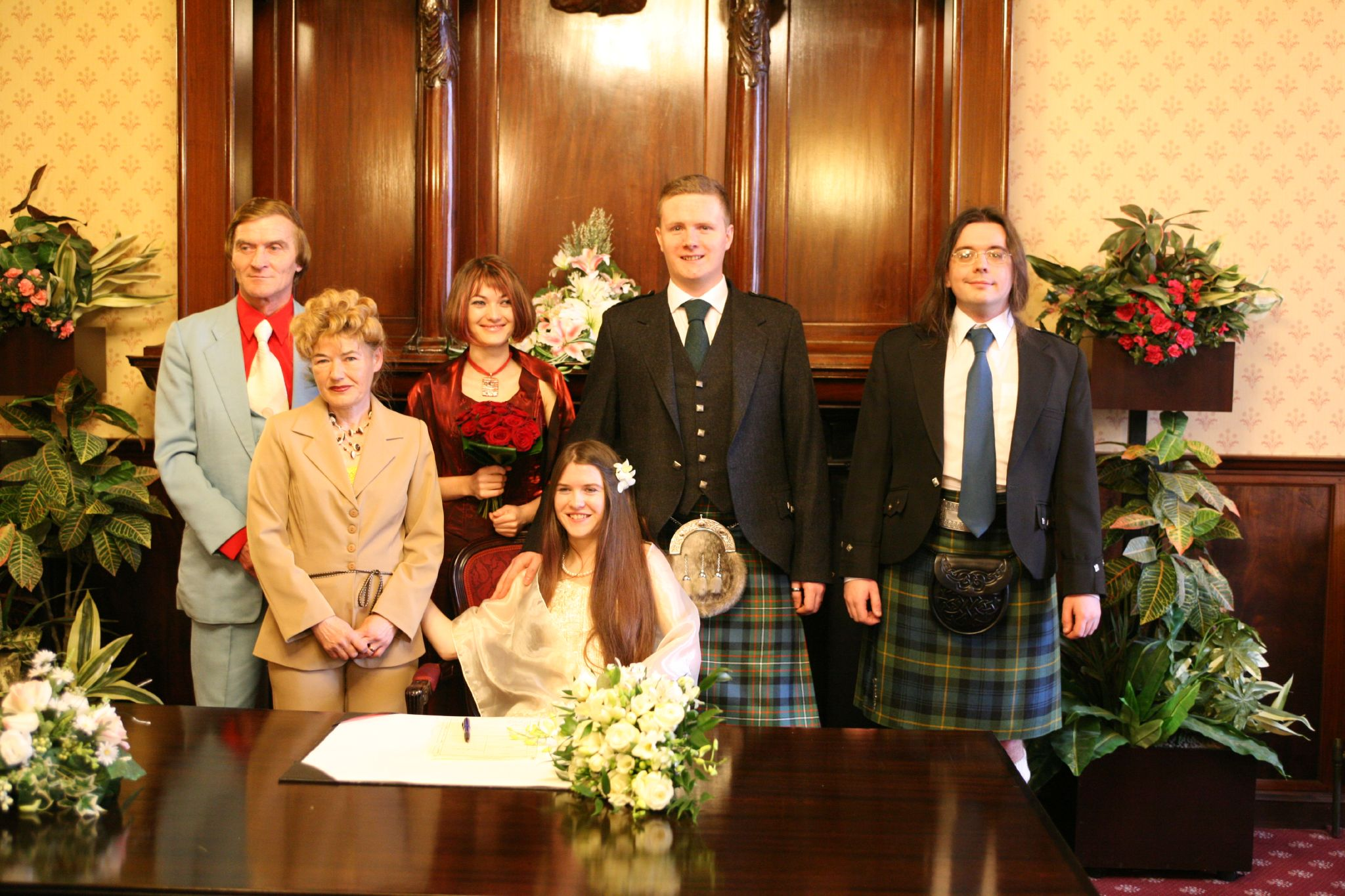
حفل زفاف اسكتلندي تقليدي

تشتهر اسكتلندا بأنها مكان الزواج للشباب الإنجليز، لأنه في اسكتلندا ليس مطلوبًا إذن الوالدين إذا كان كل من العروس والعريس كبيرًا بما يكفي للزواج بشكل قانوني (16). بينما في إنجلترا كان الحال يتطلب إذن الوالدين إذا كان الشاب عمره 16 أو 17 عامًا. وهكذا أصبحت اسكتلندا، وخاصة جريتنا جرين Gretna Green مكانًا شهيرًا للغاية يذهب إليه الشباب لإتمام الزواج، خاصة أولئك الذين تقل أعمارهم عن 18 عامًا والذين يعيشون عادةً في إنجلترا. تستضيف جريتنا جرينالآن المئات من حفلات الزفاف سنويًا وهي ثالث أشهر منطقة جذب سياحي في اسكتلندا.
- ترسل عائلة العروس الدعوات نيابة عن العروسين لضيوف حفل الزفاف، وعادةً ما تُسلم الدعوات باليد. يمكن للزوجين إرسال الدعوات بأنفسهم، خاصة إذا كانا في منتصف العمر. عادة ما يتم إرسال الدعوات في موعد لا يتجاوز 6 أسابيع قبل الزفاف، وتحدد ما إذا كانت الدعوة للحفل و/أو لحفل الاستقبال و/أو حفل المساء بعد الوجبة في حفل الاستقبال. لقد أصبح استخدام بطاقات Save The Date[6] أكثر شيوعًا في الآونة الأخيرة لإخطار المدعوين مسبقًا للسماح بوقت كافٍ لإجراء الترتيبات اللازمة لضمان الحضور. ويمكن إرسالها حتى قبل يوم الزفاف بـ 6 أشهر.
- يقوم الضيوف بإرسال أو تسليم هدايا الزفاف إلى منزل عائلة العروس قبل يوم الزفاف. بدلاً من ذلك، يمكن للزوجين التسجيل في متجر متعدد الأقسام والحصول على قائمة بالهدايا هناك. يُنظم المتجر بعد ذلك التسليم، عادة إلى منزل والدي العروس أو إلى مكان حفل الاستقبال.
- يقام حفل الزفاف في الكنيسة أو مكتب التسجيل أو ربما في مكان آخر، مثل قمة تل. وتختلف اسكتلندا بشكل كبير عن إنجلترا في هذا الأمر، حيث يمكن استخدام الأماكن العامة المعتمدة مسبقًا فقط لحفل الزفاف. تقام معظم الاحتفالات في منتصف فترة ما بعد الظهر وتستمر حوالي نصف ساعة يجري خلالها توقيع وثيقة الزواج من قبل الزوجين وشاهدين.
- غالبًا ما يغادر العروسان الحفل على صوت مزمار القربة.
- يقام حفل الاستقبال بعد الزفاف، وعادة ما يكون في مكان مختلف.
- عادة ما يتم تقديم مشروب للضيوف، وقد يكون المشروب ويسكي أو نبيذ مع توافر بديل لا يحتوي على كحول.
- يقوم أفضل الحضور ووالد العروس بنخب العروسين، وتقديم النصائح بالأفكار والقصص والتمنيات الطيبة.
- عادةً ما يكون هناك دائمًا رقص بعد الوجبة، مع الموسيقى التي يختارها الزوجين وفق تفضيلاتهما. وغالبًا ما يتخذ هذا في اسكتلندا شكل céilidh، وهي ليلة من الرقص الريفي الإسكتلندي في أزواج ومجموعات مع الموسيقى التقليدية. يمكن أداء ذلك من قبل فرقة متخصصة، على الرغم من أن العديد من الفرق غير المتخصصة تقوم ببعض الرقصات التقليدية إلى جانب مجموعة من الموسيقى تناسب كل الأذواق.[7]
- الرقصة الأولى يقوم بها العروس والعريس، يليها بقية الحضور من الضيوف.
- تقام مراسم تقطيع الكيك، حيث يمسك العروس والعريس معًا قاطعة كعكة ويقطعون القطع الأولى من كعكة الزفاف.
- لا تُفتح الهدايا في حفل الاستقبال؛ ولكن يجري فتحها قبل ذلك، وأحيانًا يجري عرضها في حفل الاستقبال، أو إذا لم يتمكن الضيوف من تسليم الهدايا قبل ذلك، فإنه يجري وضعها على طاولة في مكتب الاستقبال ليأخذها العروس والعريس معهم إلى المنزل ويفتحونها لاحقًا.
- عادةً ما ترتدي العروس غصنًا أبيضًا من الكالونا ويعتبرونها علامة لحسن الحظ.
- من المعتاد أن يرتدي العريس والكثير من الضيوف التنورة الاسكتلاندية الشهيرة، على الرغم من ارتداء البدلات أيضًا. غالبًا ما يتم تأجير فستان لهذا الحفل.[8]

### ربط اليد (سلتيك)
ربط اليد Handfastingهو طقس زفاف يتم فيه ربط يدي العروس والعريس معًا. يقال أنها تستند إلى تقليد سلتيك قديم، زمنها جاءت عبارة «ربط العقدة» "tying the knot". عادةً ما يؤدي هذه الطقوس معتنقو الديانات والتقاليد الروحية القائمة على سلتيك مثل «درويد» Druidism و «ويكا» Wicca.

### العادات الفنلندية

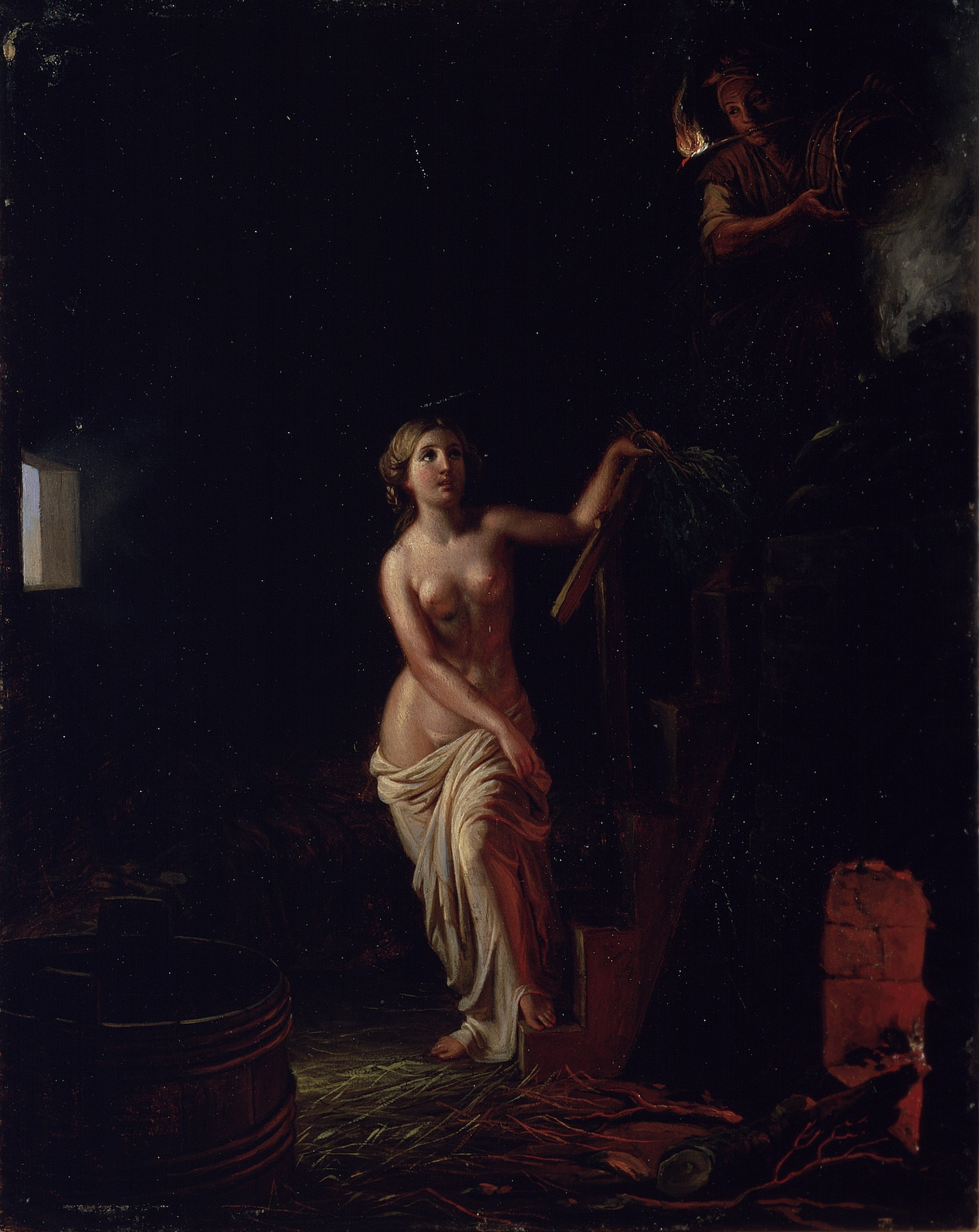
ساونا العرسين - روبرت فيلهلم إكمان

من التقاليد الفريدة في الزفاف الفنلندي نجد «ساونا الزفاف»، حيث تأخذ وصيفات العروس العروس إلى ساونا نظيفة ومزينة بشكل فاخر في الليلة التي تسبق الزفاف. وبدلاً من إلقاء باقة الزهور، تقوم العروس بإلقاء مكنسة الحمام.
كان فستان الزفاف تقليديًا يُصنع من اللون الأسود، وتحتفظ به والدة العروس كتراث، ويجري تزيينه ويُعطى للعروس مع تاج زفاف مصنوع من قطع لامعة. وعلى الرغم من أن النبلاء ربما يتبعوا تقاليد مختلفة، إلا أن اللون الأسود ظل شائعًا بين عامة السكان حتى القرن العشرين. وعندما تزوجت الأميرة ديانا من الأمير تشارلز في عام 1981 م في ثوب أبيض بالكامل، أصبح على الفور الثوب الأبيض هو الثوب الذي ترتديه العروس في يوم الزفاف منذ ذلك الحين.
أقيمت أولى حفلات الزفاف الفنلندية في منازل عائلات العروس والعريس، وهو تقليد استمر في شرق فنلندا حتى أواخر القرن العشرين. أما في غرب فنلندا، فكانت هناك مواكب كبيرة إلى الكنيسة، ثم العودة من الكنيسة ومن منزل إلى آخر. تستمر الاحتفالات في كل بيت لمدة يوم ثم في اليوم التالي تنتقل الحفلة إلى المنزل الآخر. تستمر حفلات زفاف العائلات الثرية لفترة أطول، من 3 إلى 4 أيام.

### العادات الفرنسية

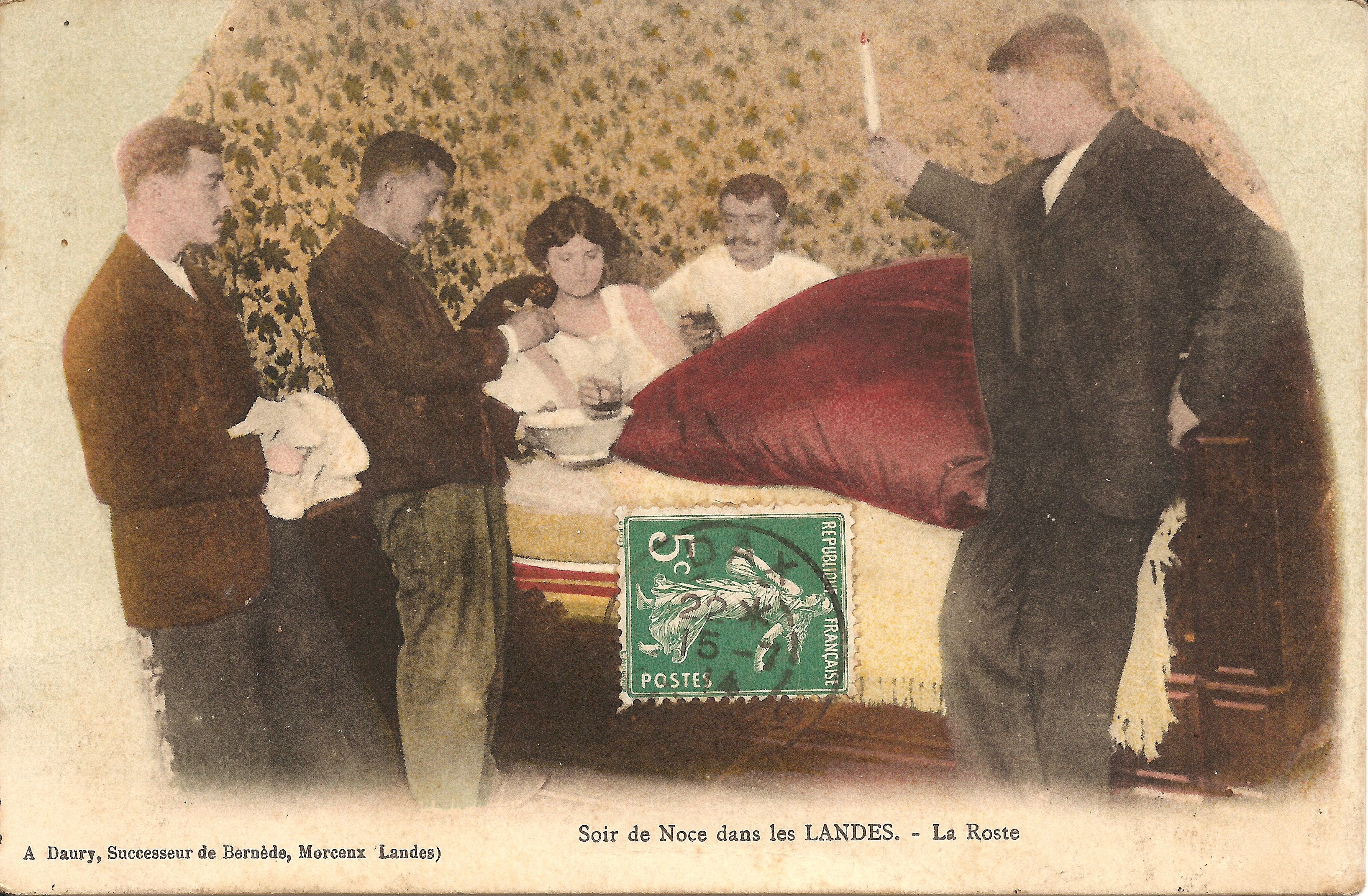
أمسية الزفاف في إقليم لاند : يُقدم ثلاثة أشخاص لا-روست la roste (خبز محمص منقوع في نبيذ حلو) لعروسين، 1914.

في فرنسا، يختار العديد من الأزواج إقامة حفلي زفاف، أحدهما مدني والآخر ديني. ولا يُعترف قانونًا إلا بحفلات الزفاف المدنية (نظرًا لمفهوم العلمانية)، والتي تجري في قاعة المدينة من قِبل رئيس البلدية (أو نائب رئيس البلدية أو مستشار آخر يتصرف نيابة عنه). للسماح بمراسم الزواج في مدينة معينة، يجب أن يكون أحد الزوجين على الأقل مقيمًا في تلك المدينة التي يقام فيها الاحتفال، أو أحد والديهم على الأقل مقيمًا فيها. بالنسبة للأشخاص الذين يختارون إقامة حفل زفاف ديني أيضًا، لا يمكن أن يتم الاحتفال الديني إلا بعد الزواج المدني، وغالبًا في نفس اليوم. غالبًا ما تقدم قاعات المدينة حفلًا أكثر تفصيلاً للأزواج الذين لا يرغبون في الزواج دينياً.
إذا تم إجراء الاحتفاليين بشكل منفصل، فعادة ما يشمل الاحتفال المدني العائلة المقربين والشهود، ومراسم الزواج المدني مجانية في فرنسا. وبمجرد اكتمال الحفل المدني، يحصل الزوجان على livret de famille، وهو كُتيب فيه تسجيل لنسخة من عقد الزواج. وهذه هي الوثيقة الرسمية، وإذا كان للزوجين أطفال، فسيتم تسجيل شهادة ميلاد كل طفل في ذلك الكُتيب أيضًا.
من ضمن تقليد الزفاف، أن يجتمع الضيوف في منزل العروس ويذهبوا في موكب إلى الكنيسة. ويقود الموكب العريس ووالدته، ويتبعهما والد العروس ووالد العريس والشهود والأجداد والإخوة والأخوات مع زوجاتهم. وأخيرًا تأتي العروس ووالدها ويتبعهما وصيفات الشرف (عادةً أطفال الأسرة).
في الوقت الحاضر، عادة ما يجتمع الضيوف في قاعة المدينة أو الكنيسة ويدخل العروس والعريس معًا، يليهما الأسرة والضيوف.
في بعض المناطق، قد يلتقي العريس بخطيبته في منزلها في يوم الزفاف ويرافقها إلى الكنيسة حيث يقام الاحتفال. بينما يتقدم الزوجان إلى الكنيسة، يمد الأطفال شرائط بيضاء طويلة عبر الطريق التي ستقطعها العروس أثناء مرورها.
وفي الكنيسة، يجلس العروس والعريس على كرسيين من المخمل الأحمر أسفل مظلة من الحرير تسمى كار carre. قد تُنثر أوراق الغار في طريقهم عند خروجهم من الكنيسة. وفي بعض الأحيان يتم رمي العملات المعدنية الصغيرة ليجمعها الأطفال.
في حفل الاستقبال، عادة ما يستخدم الزوجان فنجان النخب يسمى Coupe de Mariage. وقد بدأ تقليد تقديم الخبز المحمص للعروسين في فرنسا. حيث يقوموا بوضع قطعة صغيرة من الخبز المحمص في النبيذ وتقديمه للزوجين أملا في حياة صحية. كان الزوجان يرفعان كأسهما «نخب»، كما هو شائع في الثقافة الغربية اليوم.
في جنوب غرب فرنسا، من المعتاد تقديم لحم الخنزير البري المشوي كوجبة إفطار الزفاف، وهي طعام شهي محلي.
يختار بعض الأزواج تقديم كروكنبوش بدلاً من كعكة الزفاف. وهي حلوى على هيئة هرم من المعجنات المليئة بالكريمة، ومغطى بطبقة من الكراميل.
في حفلات الزفاف الأكثر صخبًا، تتضمن التقاليد استمرار الاحتفال حتى وقت متأخر جدًا من الليل. وفي العديد من مناطق فرنسا، تستمر طقوس الزفاف حتى وقت متأخر من الليل بعد الاحتفالات الرسمية. في بعض المناطق بعد حفل الاستقبال، يجتمع المدعوون إلى حفل الزفاف خارج نافذة العروسين ويضربوا الأواني والمقالي ؛ هذا يسمى "charivari". تتم دعوتهم بعد ذلك إلى المنزل لتناول المزيد من المشروبات على شرف الزوجين.
في منطقة أوفيرني رون ألب الريفية، هناك طقوس ما بعد الزفاف تسمى la rôtie، حيث يقوم مجموعة من الشباب والفتيات غير المتزوجين بالبحث عن العروس والعريس بعد هروبهما من حفل الاستقبال، ويقدمون لهم مزيجًا من الحلوى مع الشمبانيا والشوكولاتة، التي تُقدم في وعاء، يمرره الجميع ويشربه. بعد ذلك، تستمتع المجموعة بأكملها بشوربة البصل. من المفترض أن هذه الطقوس ترمز إلى العلاقة الحميمة اليومية للحياة الزوجية، المرتبطة ارتباطًا وثيقًا بالطبيعة الريفية للمنطقة. ويًعتبر احتفال L a rôtie هو احتفال بديل خارج الاحتفالات الرسمية يمكن أن يشارك فيه الشباب، ويخلق روح الدعابة من خلال صنع شيء «طعمه جيد ولكن سيئ الذوق». تنتشر طقوس مماثلة في جميع أنحاء المناطق الريفية في فرنسا، على الرغم من اختلاف الأطعمة والحاويات.

### العادات الألمانية

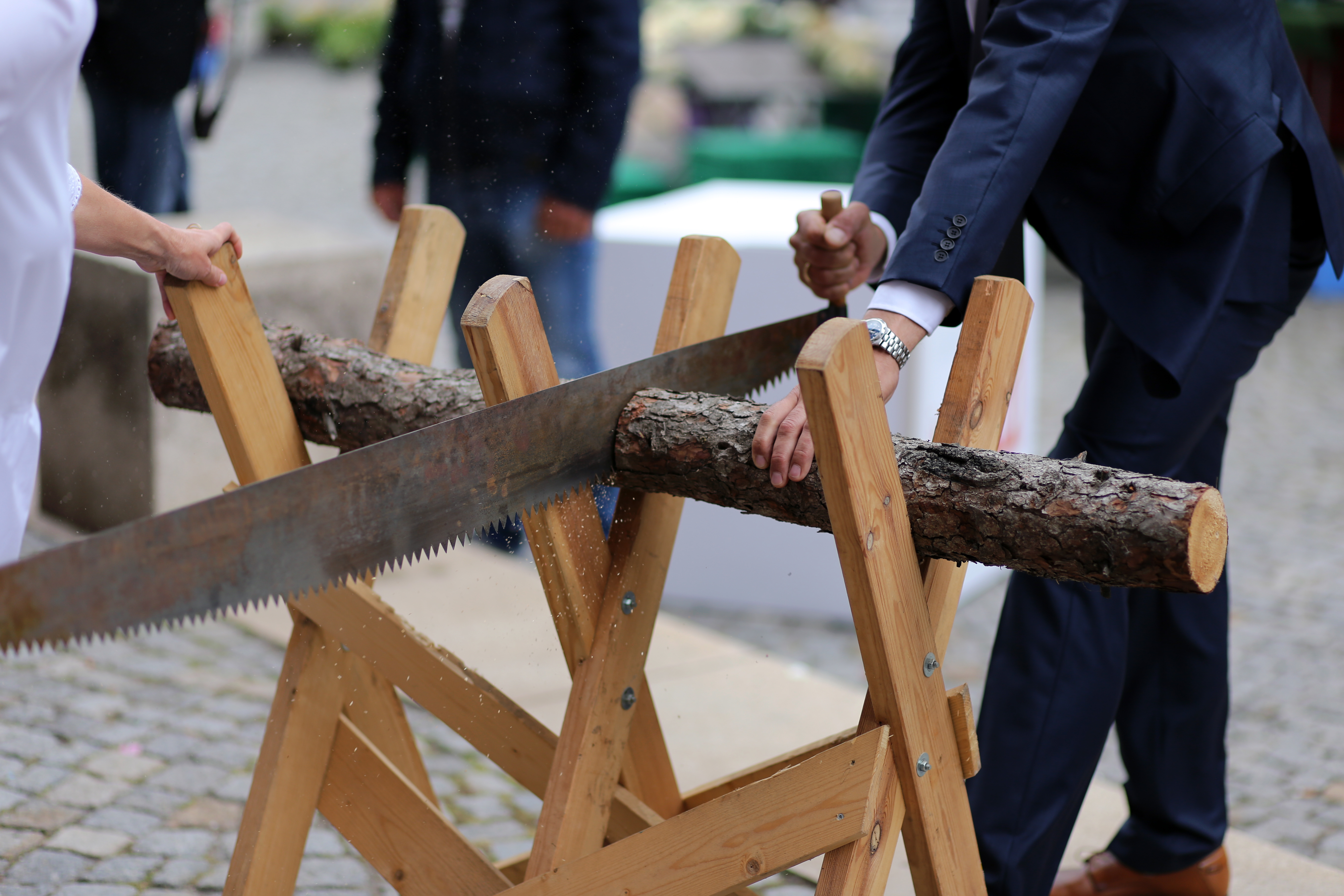
يمثل قطع الحطب العقبة الأولى التي يجب على الزوجين التغلب عليها في زواجهما

في ألمانيا يقوم أصدقاء العروس «باختطافها» ونقلها من حانة إلى أخرى. ويقوم والدها أو العريس بدفع الفاتورة في كل مرة. ثم يذهب الخاطفون إلى مكان معين، مثل مبنى عام، ويتركون بعض المؤشرات للمساعدة في البحث. 
في النمسا وبافاريا (عادةً في حفلات الزفاف الريفية)، من المعتاد غناء أغنية ساخرة قبل تحرير العروس.
من المعتاد في الجزء السفلي من النمسا أن يذهب الرجال المقنعون والعروس إلى أقرب مقهى أو حانة للشرب والغناء وانتظار مجيء العريس. في معظم مناطق النمسا، يقوم العريس أو والد العروس بدفع مقابل للخاطفين.
تعود هذه العادة إلى ما يسمى «حق الليلة الأولى» 'right of the first night' المفترض (بالألمانية "Recht der ersten Nacht"، بالفرنسية "droit de cuissage") الذي كان ساريًا في العصور الوسطى. وفقًا لذلك المُعتقد، فقد كان لرجال الدين والنبلاء في العصور الوسطى الحق في ممارسة الجماع مع مرؤوساتهم الإناث في ليلة زفافهن.
في بافاريا والنمسا الغربية هناك تقليد آخر هو إيقاظ العروس في الصباح الباكر بطلقة نارية أو ألعاب نارية في يوم الزفاف. ويقوم الأصدقاء والجيران بالاجتماع عند الفجر في منزل العروس «لتحيتها» في هذا اليوم الخاص.
يمثل تقليد Baumstamm sägen، وهو تقليد قطع جذوع الأشجار معًا، العقبة الأولى التي يجب على الزوجين التغلب عليها في زواجهما. حيث يجب أن يعملوا معًا للتغلب على العقبة عن طريق نشر الجذوع، باستخدام منشار كبير طويل بمقبضين، يوضح الزوجان عملهما الجماعي للأصدقاء والعائلة.

### العادات اليونانية

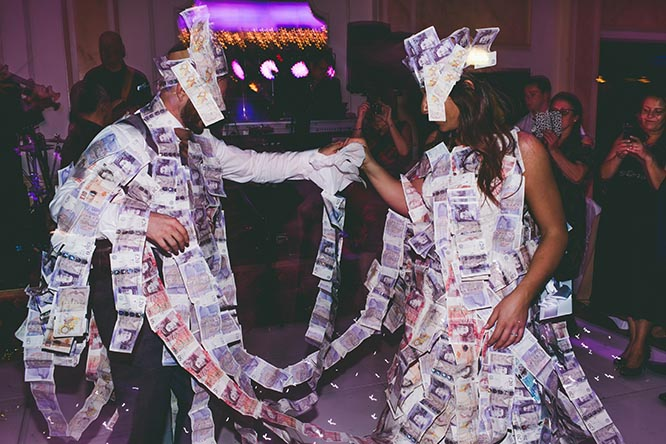
مثال على "رقصة المال" التقليدية للقبارصة اليونانيين في حفل زفاف قبرصي.

من التقاليد اليونانية في الزفاف أن يُنظم الزوجان احتفالًا يسمى كريفاتي Krevati (ومعناها باليونانية السرير) في منزلهما الجديد، قبل يومين أو ثلاثة أيام من الزفاف. وفي ذلك الاحتفال، يقوم أصدقاء وأقارب الزوجين بوضع المال والأطفال الصغار على سرير الزوجين الجديد طلبًا للرخاء والخصوبة في حياتهما. وعادةً ما يقيمون حفلة مع الطعام والموسيقى بعد ذلك.
أما في يوم الزفاف، عادةً ما يكون يوم السبت، وأحيانًا يوم الجمعة أو الأحد، لا يستطيع العريس رؤية العروس حتى حفل الزفاف. حيث يصل العريس عادة إلى الكنيسة أولاً وينتظر العروس التي تصل متأخرة في العادة. وبعد تبادل باقات الزهور، يقام حفل الزفاف، حيث يضع أكبر رجل خواتم الزفاف والتيجان على الزوجين. ويشرب الزوجان النبيذ الأحمر من نفس الكأس (بين رشفة وثلاث رشفات، حسب التقاليد). هذه ليست «شراكة» بالمعنى الديني الرسمي، ولكنها تتعلق بالمشاركة في كأس الحياة. وفي نهاية حفل الزفاف، عندما يغادر الزوجان الجديدان الكنيسة، يلقي الضيوف الأرز والزهور طلبًا للخصوبة والسعادة. يتلقى الضيوف الخاصون، مثل الأصدقاء المقربين والعائلة، اللوز المغطى بالسكر (عادةً ما يكون عددًا فرديًا، عادةً سبعة ولكن في بعض الأحيان خمسة) كهدية من الزوجين. ومعظم الطقوس اليونانية تعود إلى أصول أرثوذكسية.
بعد الحفل، عادة ما يقيم الزوجان حفل زفاف رائع في مكان ما مع الكثير من الطعام والمشروبات والموسيقى والرقص، ويستمر عادة حتى صباح اليوم التالي. يبدأ حفل الزفاف مع المدعوين الذين ينتظرون الزوجين، والذين عادة ما يأتون بعد مرور بعض الوقت. ويبدأون الرقص ويأكلون في النهاية قطعة من كعكة زفافهم. في وقت ما خلال الحفلة، يرقصون أيضًا رقصة تقليدية تسمى زيبيكيكو (العريس) وشفتتيلي (العروس).
في العديد من الأماكن في اليونان، يُقام حفل زفاف أكثر تقليدية، عادة ما يعزفون الموسيقى التقليدية فقط ويأكلون الطعام المحلي. على سبيل المثال، في منطقة سيكلاديز، يأكلون الباستيلي التقليدي (عسل صلب مع السمسم)، وفي منطقة كريت يطبخون الأرز مع الماعز. في معظم حفلات الزفاف التقليدية، يخبزون حيوانات كاملة مثل الخنازير أو الماعز أو الأغنام تمامًا مثل احتفال عيد الفصح. قبل مراسم الكنيسة، خاصة في المناطق الأصغر، عادة ما يرافقهم أصدقاء وأقارب العروس والعريس بشكل منفصل إلى الكنيسة ويعزفون على الآلات التقليدية، وفقًا للمنطقة.
عادة ما يحضر حفل الزفاف اليوناني النموذجي أكثر من 100 شخص مدعو (ولكن عادة 250-500) من الأصدقاء والأشقاء والأجداد والأعمام والعمات وأبناء العمومة من الدرجة الأولى أو الثانية والجيران والزملاء. من الشائع أن يكون هناك ضيوف لم يلتق بهم الزوجان من قبل. وذلك لأن اختيار الأشخاص الذين سيتم دعوتهم يتم عادة من قِبل والدي الزوجين وليس من قِبل الزوجين أنفسهم.
هناك العديد من التقاليد الأخرى المحلية في المناطق الإقليمية. أحد تلك التقاليد الشهيرة هو تدبيس فستان العروس بالنقود. نشأت هذه العادة في جزء واحد من اليونان، حيث تعد بديلاً عن هدايا الزفاف، ولكنها أصبحت أكثر انتشارًا مؤخرًا.

### العادات الايطالية
في بعض أجزاء إيطاليا، يُقيم العريس حفلة تُعرف باسم Serenade خارج منزل العروس. تأتي عائلته وأصدقائه وينتظرون العروس ويستمتعون بوقتهم حتى تظهر. ثم يغني العريس لعروسه، وبمجرد انتهائه من غناء أغنيته تنتهي الحفلة.
قبل الزفاف، يقوم كبير عائلة العروس بإهدائها دولارًا فضيًا. وتحتفظ العروس بهذا الدولار الفضي طوال حياة زواجهما، ويعتقدون إن الزوجين لا يحتاجان أبدًا إلى القلق بشأن وضعهما المالي، أما إذا تم إنفاق هذا الدولار الفضي، فإن الخرافات تنص على أن الزوجين سيواجهان على الفور مصاعب مالية ويمكن أن يتكبدا خسارة مالية كبيرة طوال فترة زواجهما.
في يوم الزفاف، يبذل رفقاء العريس قصارى جهدهم لجعل العريس قَلِق قدر الإمكان بقول أشياء مثل «ربما نسيت العروس مكان الكنيسة».
كما أنه من المعتاد أن تقوم عائلة العريس بإعداد جهاز العروس وإهدائها بخاتم الخطوبة. وتكون عائلة العروس مسؤولة عن استقبال ضيوف الزفاف في منزلهم لحفل استقبال بعد ذلك.
يُعد اللون الأخضر مهمًا جدًا في الزفاف الإيطالي. ففي إيطاليا، يتم استبدال تقليد اللون الأزرق بشيء أخضر. إذ يعتقدون أن هذا اللون يجلب الحظ السعيد للزوجين. وكان الحجاب ووصيفات العروس مهمين أيضًا في حفل الزفاف الإيطالي. بدأ ذلك التقليد في روما القديمة عندما تم استخدام الحجاب لإخفاء العروس من أي أرواح من شأنها أن تفسدها، وكان على وصيفات الشرف ارتداء ملابس مماثلة لتضليل الأرواح الشريرة.
كان من العادات الرومانية القديمة أن تقوم العرائس بإلقاء حبات الجوز على الخاطبين المرفوضين أثناء مغادرتهم الحفل.
وبعد توزيع الحلوى، يبدأ المزيد من الرقص، ويتم تقديم الهدايا، ويبدأ الضيوف في النهاية في المغادرة. في جنوب إيطاليا، عندما يغادر الضيوف، يسلمون مظاريفًا من المال للعروس والعريس، اللذين يعيدان الهدية مع هدية زفاف أو بومبونيير.

### العادات البولندية
في حفلات الزفاف البولندية، قد تستمر الاحتفالات لمدة يومين أو ثلاثة أيام. في الماضي، كان حفل الخطوبة ينظم من قِبل العريس كتجمع عائلي رسمي، يطلب خلاله من العروس الزواج منه. في السنوات الأخيرة، تغيرت هذه العادة، واليوم أصبحت المشاركة أكثر شخصية وحميمية. لا يزال تنظيم حفلة عشاء أنيقة بعد ذلك هو الطريقة المتبعة لإبلاغ أقرب أفراد الأسرة بقرار الزوجين بالزواج.
في بعض مناطق بولندا، لا يزال تقليد دعوة ضيوف حفل الزفاف شخصيًا ساريًا. حيث يقوم العديد من الأزواج الشباب برفقة والديهما بزيارة عائلاتهما وأصدقائهما لتسليمهم دعوات الزفاف شخصيًا.
وفقًا للتقاليد القديمة، يصل العريس مع والديه إلى منزل عروسه قبل حفل الزفاف مباشرة. في ذلك الوقت، يقوم كل من الوالدين ووالدي الأزواج بمباركة الزوجين الشابين. يدخل الزوجان الكنيسة معًا ويصعدا إلى المذبح متبوعين بوالديهما وشاهدين. من غير المعتاد في بولندا أن تمشي العروس في الممر أو أن يكون هناك وصيفات للعروس أو رجال مع العريس في حفل الزفاف. ويساعد الزوجان اثنين، رجل (عادة من جانب العريس) وامرأة (عادة من جانب العروس) من أفراد الأسرة أو الأصدقاء المقربين.
ترتدي العروس البولندية تقليديًا فستانًا أبيض وحجابًا ؛ وعادة ما يرتدي العريس حلة جاهزة مع ربطة عنق تتوافق مع باقة العروس. وخلال الحفل، يتم تبادل خواتم الزفاف ويرتديها الزوج والزوجة على يديهما اليمنى. بعد الحفل مباشرة، تشكل العائلة الأقرب وجميع الضيوف طابورًا أمام الكنيسة لتهنئة العروسين وتتمنى لهم الحب والسعادة. وبمجرد أن يغادر الزوجان الكنيسة، يُلقى عليهما الأرز طلبًا للحظ، أو يُلقي الضيوف عملات معدنية عند أقدامهم ليأخذوها. يجري ذلك لضمان مستقبل جيد ومزدهر للعروسين.
ثم يتوجه الجميع إلى حفل الاستقبال. من المعتاد في بولندا تحضير «بوابات العبور» في الطريق إلى حفل الاستقبال للعروسين الذين يتعين عليهم إعطاء «حراس البوابة» بعض الفودكا، من أجل المرور. وهذا تفسير خاطئ لتقليد سابق، حيث كان يجري عمل «بوابات العبور» إذا كانت العروس يتيمة، ثم يجري تسليم الأموال التي يجمعها «البوابون» من الضيوف إلى العروس كمهرها (كونها يتيمة عادةً ما تعني الفقر).
يتم استقبال الزوجين في مكان الاستقبال من قبل الوالدين مع الخبز والملح. فالخبز يرمز إلى الازدهار والملح يرمز إلى مشقة الحياة. وبهذه الطريقة، يتمنى الوالدان ألا يشعر الزوجان بالجوع أبدًا ويتعلمان كيفية التعامل مع المصاعب اليومية معًا. أثناء حفل الاستقبال، يكسر العروسين أيضًا كأسين للشرب إما بالدوس عليهما أو رميهما من على الكتف من أجل حسن الحظ. يستمر حفل الزفاف (ويبقى العروس والعريس) حتى يغادر آخر ضيف، عادة حتى الصباح.
في بولندا، تدعو حركات مثل حملة الحريات البشرية الصليبية أو حفل زفاف الأعراس لعمل احتفالات الزفاف الخالية من الكحول.

### العادات الرومانية
في التقليد الروماني، يتكون الزفاف من ثلاث خطوات: الزفاف الرسمي أو القانوني، وعرس الكنيسة، والمأدبة.
يقوم الـ Lăutari، وهم موسيقيون رومانيون، بأداء أغانٍ تقليدية. تُمثل موسيقى lăutari أحد أُسس حفلات الزفاف الرومانية المتقنة. وقد تستمر الحفلة على مدار 48 ساعة تقريبًا، يمكن أن يكون هذا مجهدًا بدنيًا للغاية.
باتباع العرف الذي يعود تاريخه إلى العصور الوسطى على الأقل، فإن معظم lăutari ينفقون رسوم احتفالات الزفاف هذه على الولائم الممتدة لأصدقائهم وعائلاتهم على مدار الأيام التي تلي حفل الزفاف مباشرة.
يبدأ حفل الزفاف في قاعة المدينة حيث يتزوج الزوجان فعليًا بحضور أقرب أصدقائهم وأقاربهم. بعد ذلك، يذهبون إلى منزل العروس حيث يأتي Lăutari ويغنون الأغاني ذات الطابع الخاص مثل "Ia-i mireasă ziua bună" (وداع العروس) بينما يشارك العروس والعريس ووالدا الزوجين في إعداد رمزي للزفاف، حيث يقوم وصسف ووصيفة بوضع زهرة على صدورهم، ويرتبون ربطة العريس ويضعون حجاب العروس، ويجري ذلك أمام مرآة كبيرة مزينة بقطع من الحجاب والزهور البيضاء، وتفصل تلك المرآة العروس عن العريس. ثم يذهبون إلى الكنيسة حيث يتم أداء الاحتفال الديني. وبعد ذلك يذهبون إلى المطعم حيث تبدأ المأدبة.
يلتقي العروسين بالضيوف عند المدخل ويقدمون كأسًا من الشمبانيا بينما يغني Lautari أغنية. بعد وصول جميع الضيوف، يبدأ الزوجان بالرقص على رقصة الفالس تليها رقصة هورا. وفي وقت لاحق، يقوم الطهاة بأداء «رقصة الدجاج» "Dansul găinii"، حيث يقومون بتزيين الدجاج المشوي ويرقصون معه بينما يتفاوض الوصيف معهم على سعر الدجاج).
هناك تقليد آخر هو اختطاف العروس، حيث يقوم عدد قليل من أصدقاء المتزوجين حديثًا بتثبيت العروس بينما لا يهتم العريس بأخذها إلى مكان آخر، عادةً إلى نادٍ. ثم يُجبر العريس على التفاوض بشأن فدية العروس واستردادها، ولكنه لا يدفع حتى يُظهر «المجرمون» دليلًا على أن العروس معهم، مثل حذاء أو عقد لها أو ما شابه. وعادة يطلب «اللصوص» المشروبات. ثم يأخذون العروس مرة أخرى إلى حفل الزفاف وكعقوبة يُجبرون على الرقص رقصة الفالس مع رفع العروس.

### العادات الروسية
يستمر حفل الزفاف الروسي التقليدي لمدة يومين على الأقل وتستمر بعض حفلات الزفاف لمدة أسبوع. طوال فترة الاحتفال، هناك رقص وغناء ونخب طويلة ومأكولات ومشروبات. يُطلق على الوصيف والوصيفة اسم «شهود»، باللغة الروسية "svideteli". يتم الاحتفال وتبادل الخواتم في اليوم الأول من الزفاف.
على مر السنين، اعتمدت حفلات الزفاف الروسية العديد من العادات الغربية، بما في ذلك وصيفات العروس وفتيات الزهور. خلال وليمة الزفاف، يمكن لأي من الضيوف أن يبدأوا بترديد هتاف "Gor'ko" («المر») والتي عادة يدعمها على الفور بقية الضيوف. في هذه الحالة، يجب على العروس والعريس تقبيل بعضهما البعض ويجب أن تستمر القبلة طالما استمر الهتاف. من المعتاد أن تأكل العروس ملعقة من القشدة الحامضة في يوم الزفاف.

### العادات السويدية
في حفل زفاف الكنيسة السويدية، لا يقول الكاهن عمومًا متى يمكن للزوجين تقبيل بعضهما البعض، على عكس التقاليد الأنجلو سكسونية. ربما يرجع السبب في ذلك إلى أن القبلة لا تنتمي تقليديًا إلى عادات الزفاف السويدية، ولكنها ارتبطت مؤخرًا نسبيًا بالزواج.
في حفلات الزفاف السويدية، عادة ما ينزل العروس والعريس في الممر معًا، بدلاً من أن يرافق العروس والدها. والرمزية هي أن يتحد رجل حر وامرأة حرة طواعية في الزواج.
من المعتاد في السويد أنه بدلاً من إحضار الضيوف الهدايا للعروس والعريس، فإنهم يدفعون ثمن العشاء والمشروبات للمساعدة في دفع تكلفة حفل الزفاف. وهناك تقليد أقدم هو أن والدي العروس يعطونها عملة ذهبية وفضية واحدة تضعها في حذائها.
على عكس الولايات المتحدة، من المعتاد أيضًا إقامة حفل زفاف بسيط، يكون فيه وصيفة واحدة أو اثنتين مع العروس ووصسف واحد مع العريس. أخيرًا، في حفل الزفاف، يجلس الزوجان على رأس طاولة على شكل حرف U بدلاً من الطاولة المنفصلة التقليدية لحفل الزفاف.

### عادات ألبانية

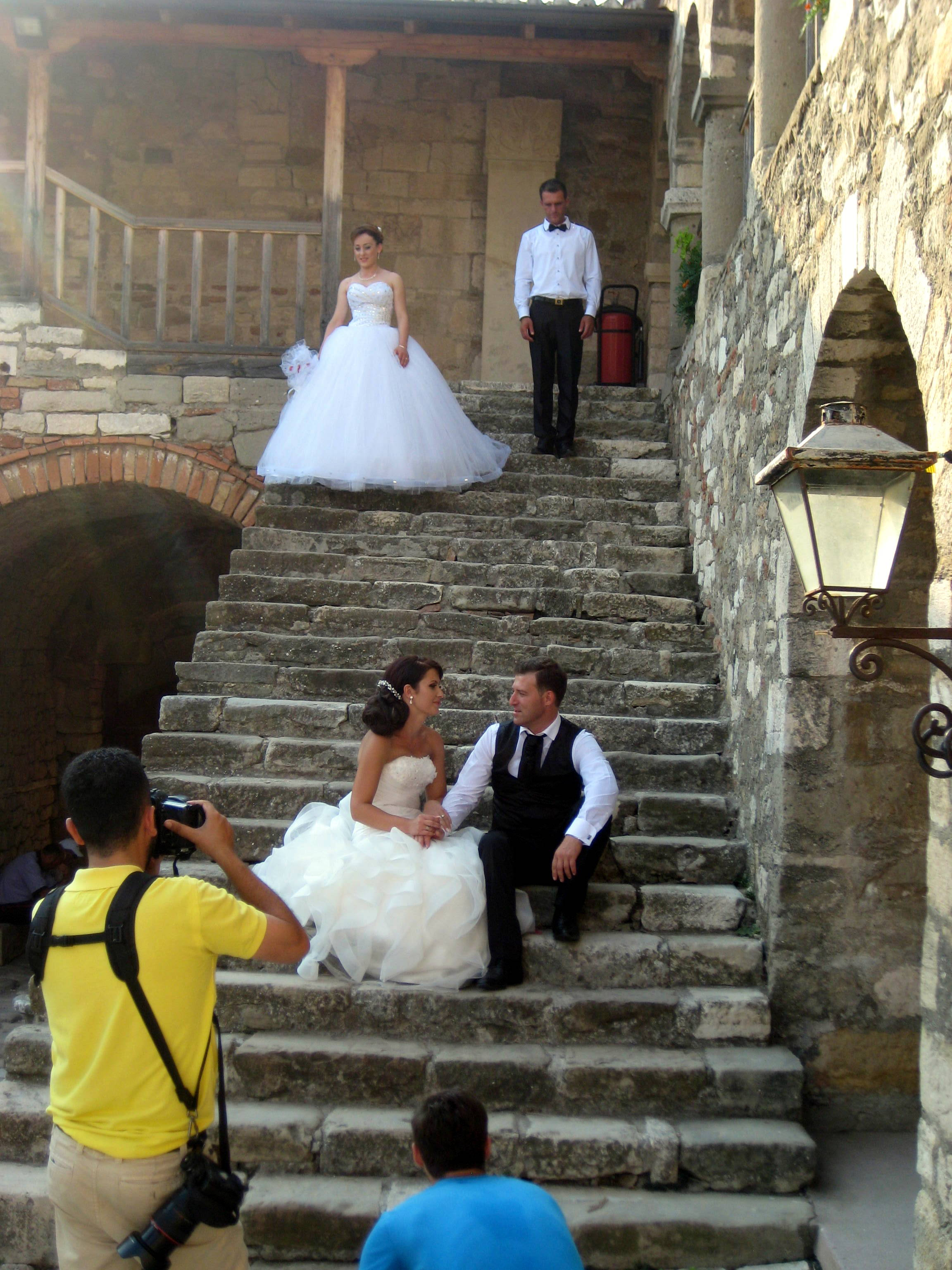
زوجان في موقع قديم في أبولونيا، ألبانيا

في حفلات الزفاف الألبانية التقليدية، يتسم فستان العروس بالأناقة والشفافية، حيث يمكن للفرد أن يرى كل الألوان. يتميز فستان العروس الكاثوليكي بتأثيراته الخلابة وانسجامه.
هناك نوعان من فساتين الزفاف. أحدهما يُصنع على قطعة كبيرة من الصوف (تُسمى «شجاك»)، ويُزين بزخارف نباتية مصنوعة من خيوط من القطن أسود اللون (ويُسمى «جاجتان»)، ويكون ممزوجًا أحيانًا باللون الأخضر. أما النوع الآخر فمصنوع من نفس المادة ولكن باللون الأحمر، ويختلف عن الأول بثراء الزخارف بألوان كاملة. تتميز هذه الفساتين بحزام مزين بقلائد ذهبية وحبيبية باللون الأحمر والوردي والبرتقالي مما يخلق معًا سطحًا دافئًا. وتكون الزخارف هنا صغيرة جدا.
يعد معرض الأزياء وثراء الألوان هو تجربة رئيسية طويلة الأمد للشعب الألباني، ليس فقط من أجل الحفاظ على التقاليد، ولكن أيضًا للحفاظ على التقنية العالية والمستوى الفني العالي.

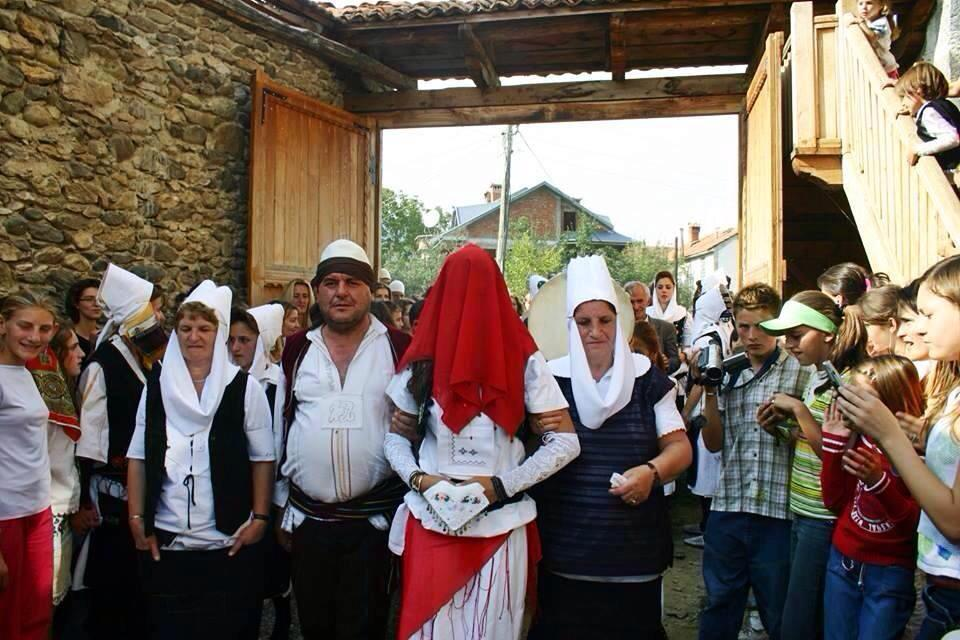
زفاف في كوسوفو

تذكر الأغاني التقليدية عناصر مختلفة منها «باجا» "paja" (تُلفظ بايا paya)، وهي ملابس يعطيها الوالدان لابنتهما لارتدائها، وتأثيث المنزل، وهدايا لزوجها وأبناء عمومتها الحميمين. تُصنع تلك العناصر عادةً عن طريق نسج الملابس باستخدام النول. ويحمل تحضير الباجا لوالدي العروس معنى الوفاء بالالتزامات تجاه الابنة. وهو أيضًا تعبير عن حب الوالدين، ولكنه مرتبط بالظروف الاقتصادية للأسرة.
كلمة "Dhunti" في شكودرا تعني الهدايا التي يعدها العريس للعروس أثناء الخطوبة، وخاصة الملابس والمجوهرات والحلي الذهبية، والتي يجري إرسالها إليها قبل أيام قليلة من الزفاف. بالإضافة إلى تلك التي تتلقاها عائلة والده، تأخذ العروس العديد من الهدايا من العريس وعائلته. وأما هدايا الـ "Dhuntia"، فهي تلك التي لها قيمة نقدية كبيرة، ويقوم على إعدادها عائلة العريس بعناية كبيرة، لأنها تجسد بطريقة ما الاحترام والحب لعروسه الشابة، التي قُدمت لها هذه الهدايا، وحب ابنهما الذي تزوج، وفي الوقت نفسه تُعد تمثيلًا للأسرة في حياتها الاقتصادية والجمالية. وتشمل هدايا الـ "dhunti" ما يكفي من الملابس والأغراض للاستخدام في جميع الأوقات، في الفرح وفي الحزن، مما عبر عن اهتمام خاص بدور المرأة.

## عادات جنوب آسيا

### عادات الزفاف البنجلاديشية
انظر: زفاف هندوسي بنغالي وعرس مسلم بنغالي
في عادات الزفاف البنجلاديشي هناك تباين واتفاق. فعلى الرغم من أن الزيجات الإسلامية والهندوسية لكل منهما طقوسه الدينية المميزة، إلا أن هناك العديد من الطقوس الثقافية الشائعة في الزيجات مهما اختلفت الأديان بين البنغاليين. تتمتع مجموعات السكان الأصليين في بنغلاديش أيضًا بتقاليد وطقوس زفاف فريدة خاصة بهم.

### عادات الزفاف الهندي

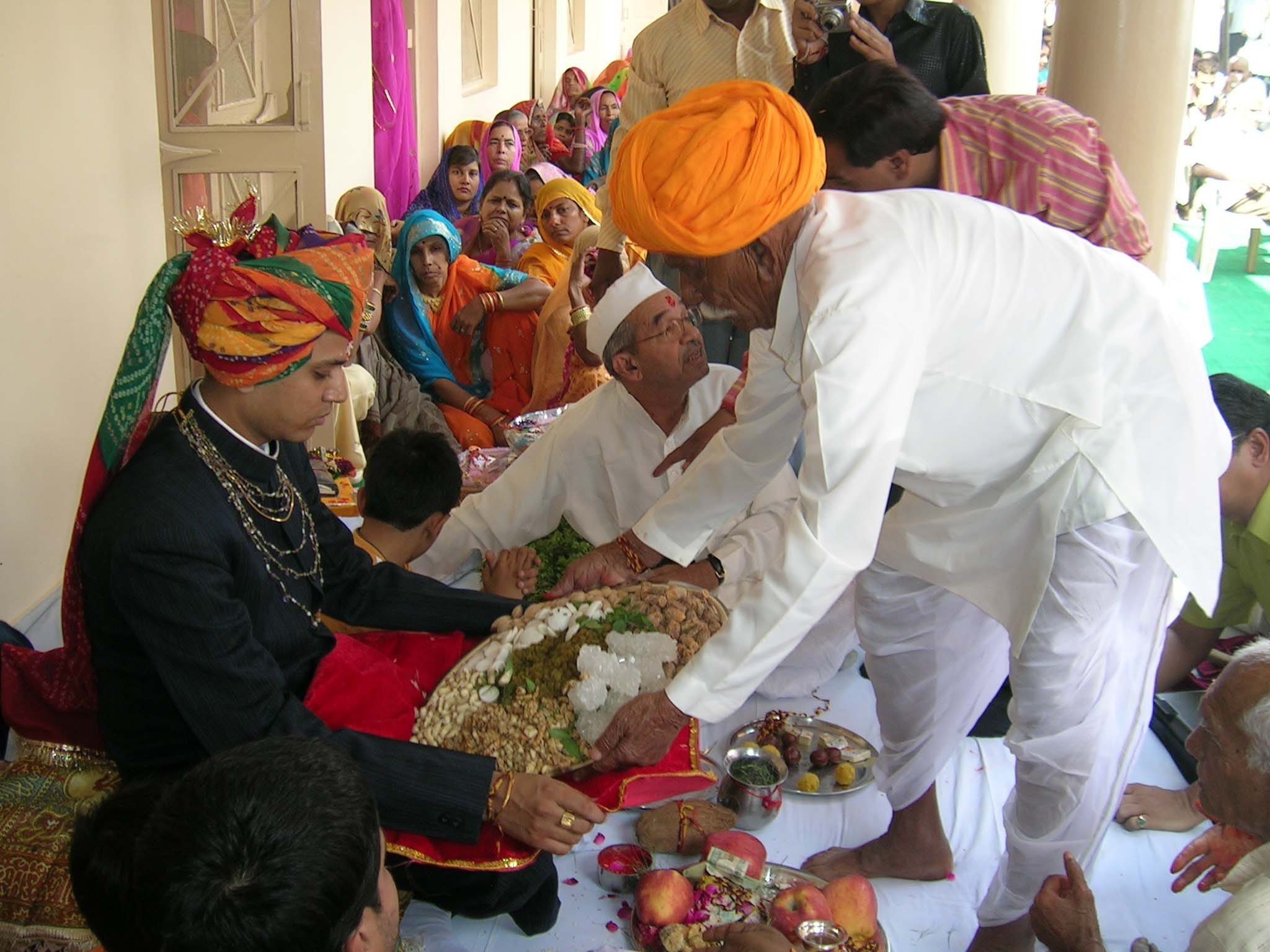
يتم تقديم وليمة الزفاف في حفل زفاف هندوسي راجبوت

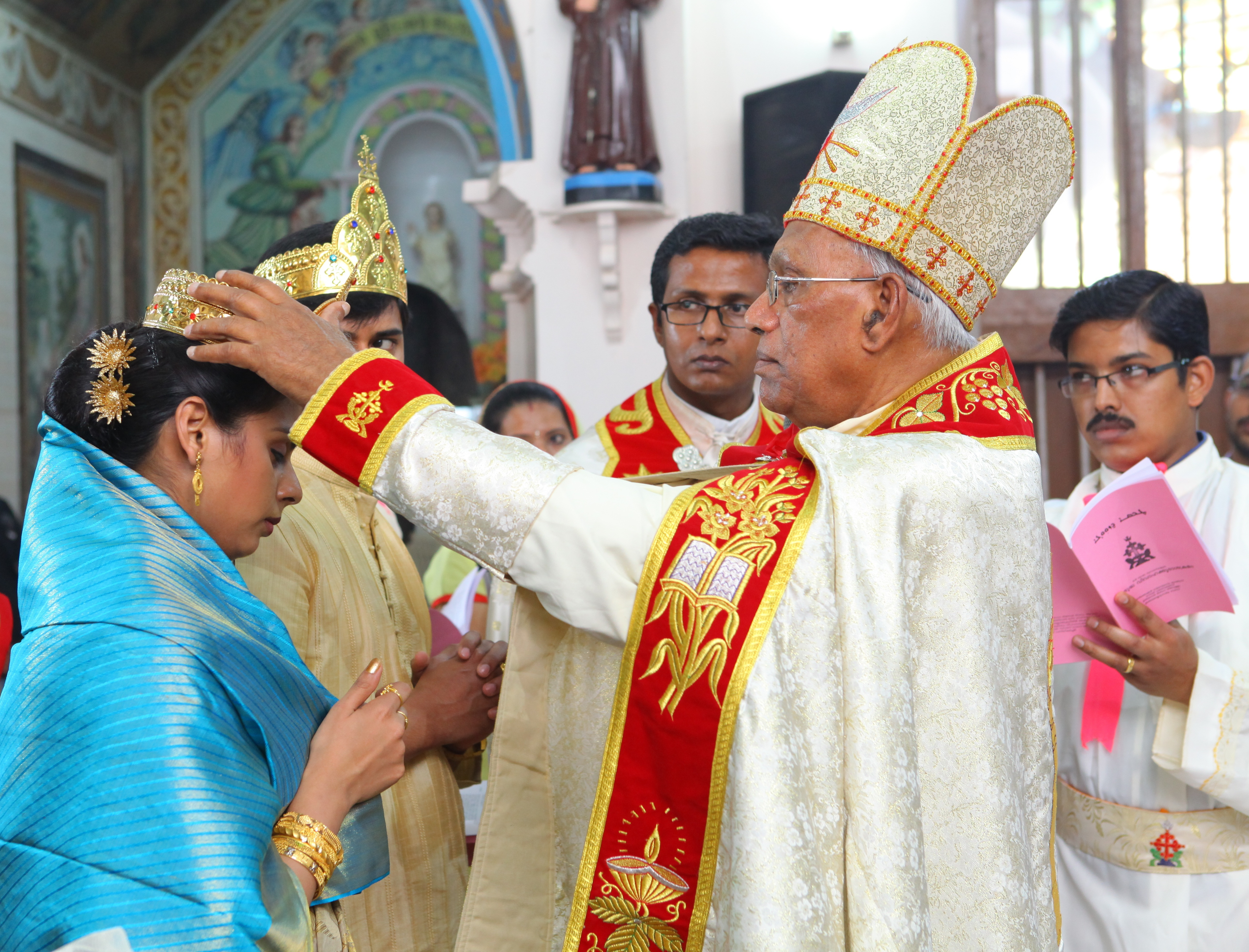
التتويج أثناء الزواج المقدس في الكنيسة الكاثوليكية Syro-Malabar وهي كنيسة كاثوليكية شرقية وجزء من مجتمع Saint Thomas Christian في ولاية كيرالا.

تستغرق حفلات الزفاف الهندية من خمس دقائق إلى عدة أسابيع، حسب المنطقة والدين ومجموعة متنوعة من العوامل الأخرى. نظرًا لتنوع الثقافة الهندية، قد يختلف أسلوب الزفاف والمراسم والطقوس اختلافًا كبيرًا بين الولايات والمناطق والديانات والطوائف المختلفة. في مناطق معينة، من الشائع جدًا أنه خلال أيام الزفاف التقليدية، سيكون هناك حفل تيلاك (حيث يُدهن العريس على جبهته)، وهناك احتفال لتزيين يد العروس وقدميها بالحناء (يسمى mehendi) ويرافقه الموسيقى والرقص والعديد من مراسم ما قبل الزفاف. هناك احتفال هام آخر يتبع في مناطق معينة هو برنامج «هالدي» "Haldi" حيث يجري مسح العروس والعريس بمعجون الكركم. حيث يقوم الأقارب المقربين بدهن الزوجين بالكركم.
وفي مناطق معينة، يأتي العريس وأصدقائه وأقاربه في يوم الزفاف وهم يغنون ويرقصون إلى موقع الزفاف في موكب يسمى برات baraat، ثم تقام الشعائر الدينية لإحياء العرس حسب دين العروسين. وقد يرتدي العريس ملابس الشرواني التقليدية أو الدوتي أو البدلة الغربية، أو بعض الأزياء المحلية الأخرى، ويوضع على مناطق معينة من وجهه ستارة صغيرة من الزهور تسمى سهرا sehra.
وفي بعض المناطق، ترتدي العروس (سواء كانت هندوسية أو مسلمة) ملابس حمراء دائمًا، وليس بيضاء، لأن الأبيض يرمز إلى الترمل في الثقافة الهندية. وفي الولايات الجنوبية والشرقية، ترتدي العروس عادة الساري Sari، ولكن في الولايات الشمالية والوسطى، يكون الثوب المفضل هو تنورة حمراء مزخرفة وحجاب يسمى لينجا lehenga. وبعد عقد الزواج تغادر العروس مع زوجها، ويُعد هذا حدثًا مؤلمًا للغاية بالنسبة لأقارب العروس، لأنه من المفترض تقليديا أن «تقطع» علاقاتها مع أقاربها للانضمام إلى أسرة زوجها. بين المسيحيين في ولاية كيرالا، يغادر العريس مع عائلة العروس.

### عادات الزفاف الباكستانية
يتكون الزفاف الباكستاني عادة من أربعة احتفالات في أربعة أيام منفصلة. قد تتكون من ثلاثة أيام إذا جرى تنفيذ الاحتفال الأول المسمى «حفل القران Mehndi» بطريقة مشتركة من قِبل عائلة العروس والعريس.
الحفلة الأولى هي حفل القران، حيث تجتمع العائلات معًا وتحتفل بالزفاف القادم. وفي هذا اليوم، من المعتاد ارتداء ألوان خضراء أو صفراء أو برتقالية أو ألوان أخرى نابضة بالحياة. وترسم العروس على يديها بالحناء، وتستمر الأغاني والرقصات طوال الليل. وفي اليوم التالي يقام حفل الـ "baraat" في ضيافة أهل العروس. عادة ما يُقام هذا الحدث في قاعة استقبال، ويأتي العريس مع عائلته وأصدقائه ؛ وتُقام وليمة كبيرة. كما يحضر أصدقاء وأقارب العروس، ويمكن اعتبار حفل الـ بارات هو الزفاف «الرئيسي» لأنه أكبر حدث من بين جميع الأحداث الأربعة. ثم يأتي احتفال النكاح الذي يؤديه الشيخ أو القس حسب ديانة العروسين، وبعد ذلك يُعلن زواج العروسين. وفي اليوم التالي تأتي الـ «وليمة» حيث تكون عائلة العريس هي المضيف وتأتي عائلة العروس للاحتفال ببهجة كبيرة.
يمكن للعروس في يوم زفافها ارتداء أي لون تريده، ولكن عادةً ما يتم ارتداء الألوان النابضة بالحياة والكثير من المجوهرات الذهبية التقليدية. من المعتاد أن ترتدي العروس ملابس تقليدية مثل lahnga أو shalwar kameez أو sari. ويقوم المسلمون في الهند بحفلات مماثلة لتلك التي تُقام في باكستان.

### عادات الزفاف السريلانكية
عادة ما يجري الاحتفال بحفلات الزفاف السريلانكية في يومين. ففي اليوم الأول، تستضيف عائلة العروس الحدث ويقام حفل بوروا poruwa. حيث يرتدي كل من العروس والعريس لباس الـ كنديان التقليدي، وتُقام معظم العادات التقليدية في اليوم الأول. بينما يٌام احتفال اليوم الثاني في ضيافة عائلة العريس، ويعامل العروس وعائلتها بإكرام بالطعام والترفيه. تحتفل المجتمعات الصغيرة في سريلانكا أيضًا بحفل الزفاف بطريقة مماثلة بحفلات مختلفة قليلاً وفساتين تقليدية مختلفة. يرتدي شعب التاميل فساتين زفاف التاميل التقليدية ويستبدلون حفل بوروا بحفل الزفاف الهندوسي التقليدي. بينما يرتدي سكان بورغر الثياب الغربية التقليدية ويتزوجون في الكنيسة كما هو الحال في الثقافة الغربية الشعبية. يحتفل مسلمو سريلانكا (المور) بالزفاف بعادات إسلامية أخرى.

## عادات شرق آسيا

### عادات الزفاف الصينية

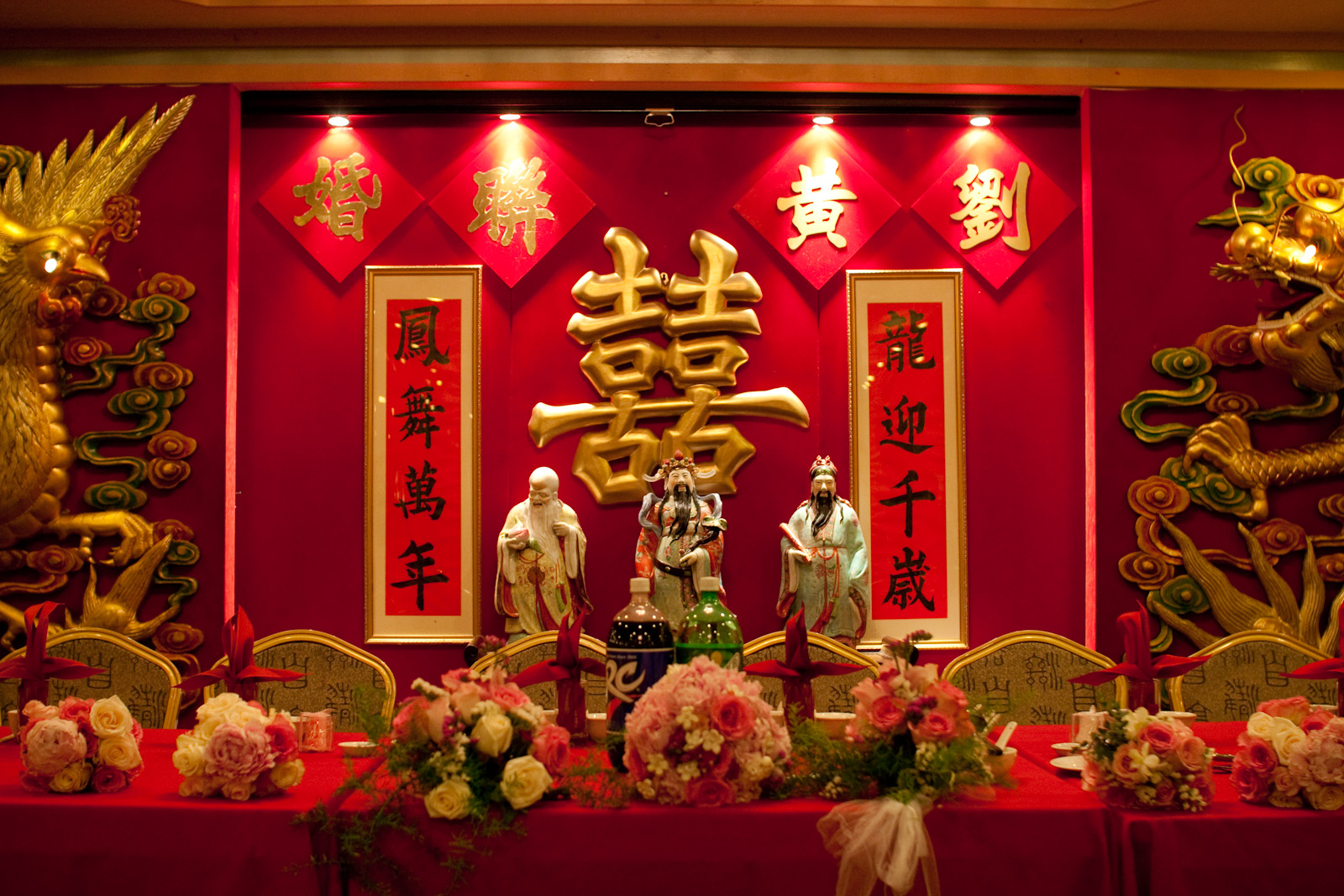
زينة في مأدبة زفاف صينية تقليدية

الزواج الصيني التقليدي هو أحد الطقوس الاحتفالية داخل المجتمعات الصينية التي تنطوي على زواج تم إنشاؤه بترتيب مسبق بين العائلات. في الثقافة الصينية التقليدية، كان الحب الرومانسي مسموحًا به، وكان الزواج الأحادي هو المعيار لمعظم المواطنين العاديين. حيث تُرافق فرقة من الموسيقيين مع الصنوج وآلات القصب المزدوج موكب الزفاف إلى منزل العريس. كما يتم عزف موسيقى مماثلة في مأدبة الزفاف. واعتمادًا على المنطقة التي تنحدر منها العروس، يكون لحفلات الزفاف الصينية تقاليد مختلفة مثل حفل الشاي. وفي العصر الحديث، غالبًا ما يذهب الأزواج الصينيون إلى استوديوهات التصوير لالتقاط «لقطات للذكرى»، ويرتدون أثوابًا متعددة وخلفيات مختلفة.
تتبع معظم طقوس الزفاف الصينية الإقليمية تقاليد الزفاف الصينية الرئيسية، على الرغم من أن هناك بعض الطقوس الخاصة بشعوب منطقة جنوب الصين. في معظم حفلات الزفاف في جنوب الصين، يعتمد مهر العروس على الوضع الاقتصادي للعريس. ففي معظم الأحيان، يكون مهر العروس على شكل مجوهرات ذهبية، أو قماش فاخر، أو نقود، أو حتى خنزير مشوي، مما يرمز إلى أن العروس عذراء. تُقدم هدايا الزفاف من قبل المسنين أو الأكبر سناً للمتزوجين حديثًا، بينما يقوم أفراد الأسرة الأصغر سنًا بتقديم الشاي.

### عادات الزفاف اليابانية
تنقسم العادات اليابانية إلى فئتين: احتفالات الشنتو التقليدية، والاحتفالات على الطراز الغربي الحديث. وفي كلتا الحالتين، يجب أولاً أن يتزوج الزوجان قانونيًا عن طريق التقدم للزواج في مكتب الحكومة المحلية، ويجب تقديم الوثائق الرسمية من أجل عقد الحفل.

#### العادات التقليدية
هناك طريقتان لاختيار شريك الحياة، هما: (1) مياي miai، وتعني الزواج المرتب، و (2) رن آي ren ai، وتعني زواج الحب. قد تكون العروس اليابانية مطلية باللون الأبيض النقي من الرأس إلى أخمص القدمين، وفي ذلك دلالة على وضعها قبل الزواج للمعبودات. يوجد خياران لغطاء الرأس. الأول، يُسمى الوطوشي watabōshi، وهو غطاء أبيض. والآخر، يُمسمى تسونوكاكوشي tsunokakushi، ويعمل على إخفاء «الغيرة» لدى العروس. كما أنه يرمز إلى نية العروس أن تصبح زوجة لطيفة ومطيعة.

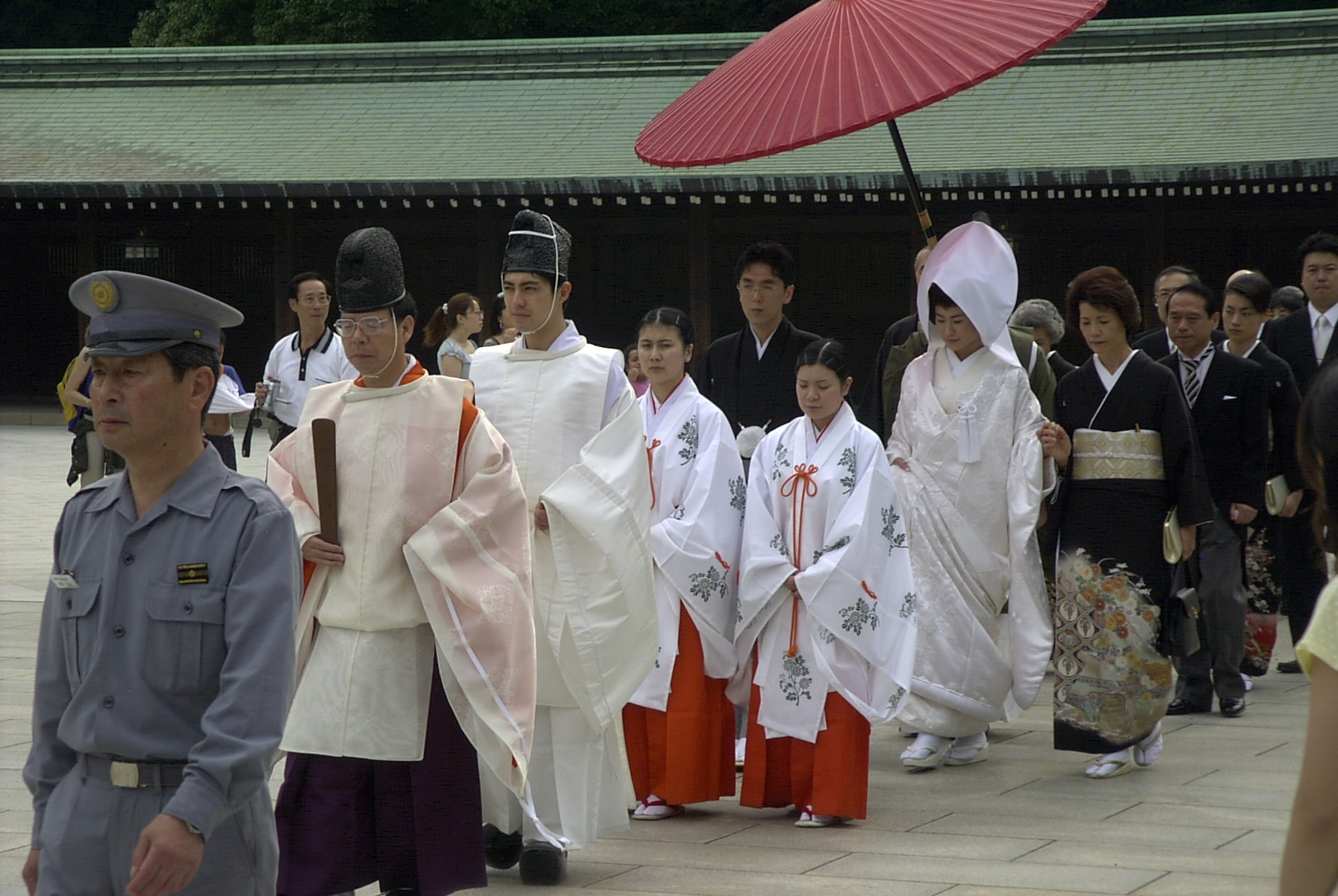
حفل زفاف ياباني تقليدي

تشمل عادات الزفاف اليابانية التقليدية (shinzen shiki) مراسمًا متقنة تقام في ضريح شنتو. أصبحت حفلات الزفاف اليابانية باهظة بشكل متزايد مع وضع كل التفاصيل الدقيقة في الاعتبار. ومع ذلك، في بعض الحالات، تختار الأجيال الشابة التخلي عن الطرق الرسمية من خلال «عدم وجود حفلة ضيافة» لحفل الزفاف. في هذه الحالة، يشمل الضيوف بشكل أساسي أصدقاء الزوجين الذين يقومون بدفع رسوم حضور.

#### عادات على النمط الغربي
في السنوات الأخيرة، أصبح «الزفاف على النمط الغربي» (المتأثر بحفلات الزفاف المسيحية) هو اختيار كثير من الأزواج في اليابان. ونشأت مجموعات مخصصة لإقامة حفل على غرار الطقوس الكنيسة. تقام حفلات الزفاف على النمط الغربي الياباني عمومًا في كنيسة صغيرة، إما في حفل بسيط أو متقن، غالبًا في كنيسة زفاف مخصصة داخل فندق.
قبل الحفل، تُقام بروفة. وفي كثير من الأحيان أثناء هذه البروفة، تخفض والدة العروس حجاب ابنتها، في إشارة إلى آخر ما يمكن أن تفعله الأم لابنتها، قبل «التخلي عنها». ويقوم والد العروس، كما هو الحال في الاحتفالات الغربية، بالسير مع العروس في الممر إلى عريسها المنتظر.
بعد البروفة يأتي الموكب. غالبًا ما يرتدي المحتفل بالزفاف صليبًا أو صليبًا مرتبطًا بحلقتي زفاف متشابكتين، مما يرمز إلى التزام الزوجين بمشاركة الحياة معًا في أواصر الزواج المقدس. يلقي المحتفل ترحيبًا قصيرًا وخطابًا تمهيديًا قبل الإعلان عن دخول العروس. وينتهي الموكب بانحناء العريس لوالد العروس، وينحني الأب في المقابل.
ثم تبدأ مراسم الزواج. تُقرأ المراسم إما باللغة اليابانية أو الإنجليزية أو في كثير من الأحيان، مزيج من الاثنين. ويتبع ذلك مراسم بروتستانتية، هادئة وليست دينية بشكل علني. يُقرأ عادةً جزء من رسالة كورنثوس الأولى 13 من الكتاب المقدس. وبعد القراءة، توجد صلاة ورسالة قصيرة تشرح حرمة عهود الزواج (seiyaku). ويتشارك العروس والعريس نخبهما ويتبادلان الخواتم. ثم يجري التوقيع على سجل الكنيسة والإعلان عن الزوجين الجديدين. وغالبًا ما يتبع ذلك قبلة الزفاف التقليدية. يمكن أن تختتم المراسم بترنيمة أخرى ودعاء.
مع وجود نوعي الاحتفالات، الشنتو والغربية، يقوم البعض بدمج الاثنين في ما يسمى حفل الزفاف الياباني المعاصر. حيث يجري الاحتفال بحفلات الزفاف اليابانية المعاصرة بعدة طرق. في بداية يوم الزفاف، يستعد المشاركون في صالون التجميل. وتتمثل مسؤولية محل التجميل في تلبيس العروس والعريس والمشاركين الآخرين بالزي الياباني الرسمي. وتُعد عملية تلبيس العروس مهمة جدًا، لأن العروس يجب أن ترتدي عدة أزياء طوال يوم زفافها. نظرًا لتعقيد التصميم، قد يكون ارتداء العروس أمرًا صعبًا ويستغرق وقتًا طويلاً، ولهذا السبب يجب أن تكون العروس أول شخص يصل قبل حفل الزفاف بساعتين. يتكون لباس العروس من كيمونو باهظ، ومكياج ثقيل، وشعر مستعار، وغطاء للرأس. ويجب أن يصل الضيوف والعريس قبل ساعة من حفل الزفاف.
عندما يرتدي الجميع ملابسهم الرسمية، يجب أن ينفصل العروس والعريس عن بعضهما البعض ويلتقيان بأقاربهما المقربين في غرفة الانتظار. يظهر الأقارب الحاضرون في صورة العائلة ويحضروا أيضًا المراسم الدينية. خلال هذا التجمع، سيقوم المساعد kaizoe بإبلاغ المشاركين بما سيحدث وما يجب عليهم فعله خلال اليوم لأنهم ليسوا على دراية بمجريات الحفل.
عندما يتم شرح كل شيء، يأتي الأقارب والمشاركين إلى استوديو الصور حيث يجري التقاط الصور بطريقة احترافية. يعتبر التقاط صور العروس والعريس وأقاربهم الجزء الأساسي في يوم الزفاف. وتُصمم صور الزوجين وعائلتهما لتمثيل المستقبل المرتقب للزوجين معًا.
بعد جلسة التصوير الطويلة، يذهب العروس والعريس وآخرين إلى ضريح الشنتو. في الوقت الحاضر، قد يكون ضريح الشنتو موجودًا في مكان مناسب داخل الفندق حيث ستجري جميع الأنشطة. يقود كاهن الـ شنتو المراسم. حيث يجري تطهير العروس والعريس في الحفل. ويُعد تبادل العروس والعريس أكواب sake المعروفة أيضًا باسم سان سان كو دو san-san-ku-do هو الحدث المهم في الحفل. وقد أُضيفت بعض التقاليد الغربية مثل تبادل الخواتم وعهود الزفاف. ويمكن للضيوف الذين لم يحضروا الحفل الديني مشاهدة الحفل على شاشات الفيديو الموجودة في الردهة.
وعلى غرار التقاليد الغربية، يجري حفل الاستقبال بعد حفل الزفاف مباشرة. حيث يضم حفل الاستقبال أفراد العائلة والأصدقاء والزملاء. ويستمر حفل الاستقبال لمدة ساعتين، ولا يشمل حفل الاستقبال أي أنشطة عشوائية، ولكنه يتبع ترتيبًا صارمًا للأحداث. يشمل الاستقبال مداخل مثيرة للعروس والعريس مع المؤثرات الخاصة والخطب والعروض الأخرى.
طوال فترة الاستقبال، تحظى العروس بأقصى قدر من الاهتمام من الضيوف لأنها تتغير مرتين إلى ثلاث مرات بالنسبة للمداخل الدرامية. مع كل المداخل الدرامية، وينضم العريس إلى العروس. على سبيل المثال، المدخل الأول يشمل العروس والعريس وزوج ناكودو. Nakodo يعني «الخاطبة» أو «الوسيط». والغرض من nakodo هو الإشارة إلى الزواج المستقر. كما يظهر الزوجان وسط تأثير خاص لسحابة من الدخان الأبيض تحيط بهما. وفي نفس الوقت، تكون أضواء القاعة خافتة وتتحول إضاءة المسرح إلى اللون الوردي الزهري.
ويؤدي العروس والعريس تقاليد تشبه النمط الغربي، والتي تشمل ما يلي: (1) حفل تقطيع الكيك و (2) رقصة العروسين الأولى.
الجزء التالي من حفل الاستقبال هو تناول نخب الخبز المحمص، أو كانباي kanpai، والذي يمكن خلاله للضيوف البدء في الاسترخاء وتناول الطعام والشراب. ويلي ذلك خطابات التهنئة القصيرة التي يلقيها الأقارب والأصدقاء والزملاء. خلال هذا الوقت، تذهب العروس لتغيير زيها الأول ويقوم العريس أيضًا بتغيير زيه، فيرتدي البدلة الرسمية الغربية. وبحلول نهاية الليل، يقوم كل من العروس والعريس بتغيير ملابسهم اليابانية التقليدية إلى ملابس غربية.
بعد التغيير الأخير للأزياء، يقوم العروسان بمراسم إضاءة الشمعة. حيث يحمل كلا منهما شمعة طويلة غير مضاءة، ويقومان بإضاءة الشمعة من الطاولة التي يجلس عليها الوالدان. وبعد ذلك يتجول الزوجان حول الغرفة في دائرة ويقومان بإضاءة الشموع الموضوعة على طاولة ضيوفهم. وبمجرد أن تضاء جميع الشموع، يعود العروسان إلى طاولتهما حيث سيضيئون ما يسمى بالشمعة التذكارية.
وبانتهاء مراسم إضاءة الشمعة، تبقى دقائق قليلة لانتهاء الحفل، وقد يُلقى فيها الخطب القصيرة والأغاني والرقصات وما إلى ذلك. وينتهي حفل الاستقبال بمراسم تقديم الزهور، حيث يقدم العروسين هدية من الزهور لوالديهم للتعبير عن تقديرهم لآبائهم.

### عادات الزفاف الكمبودية

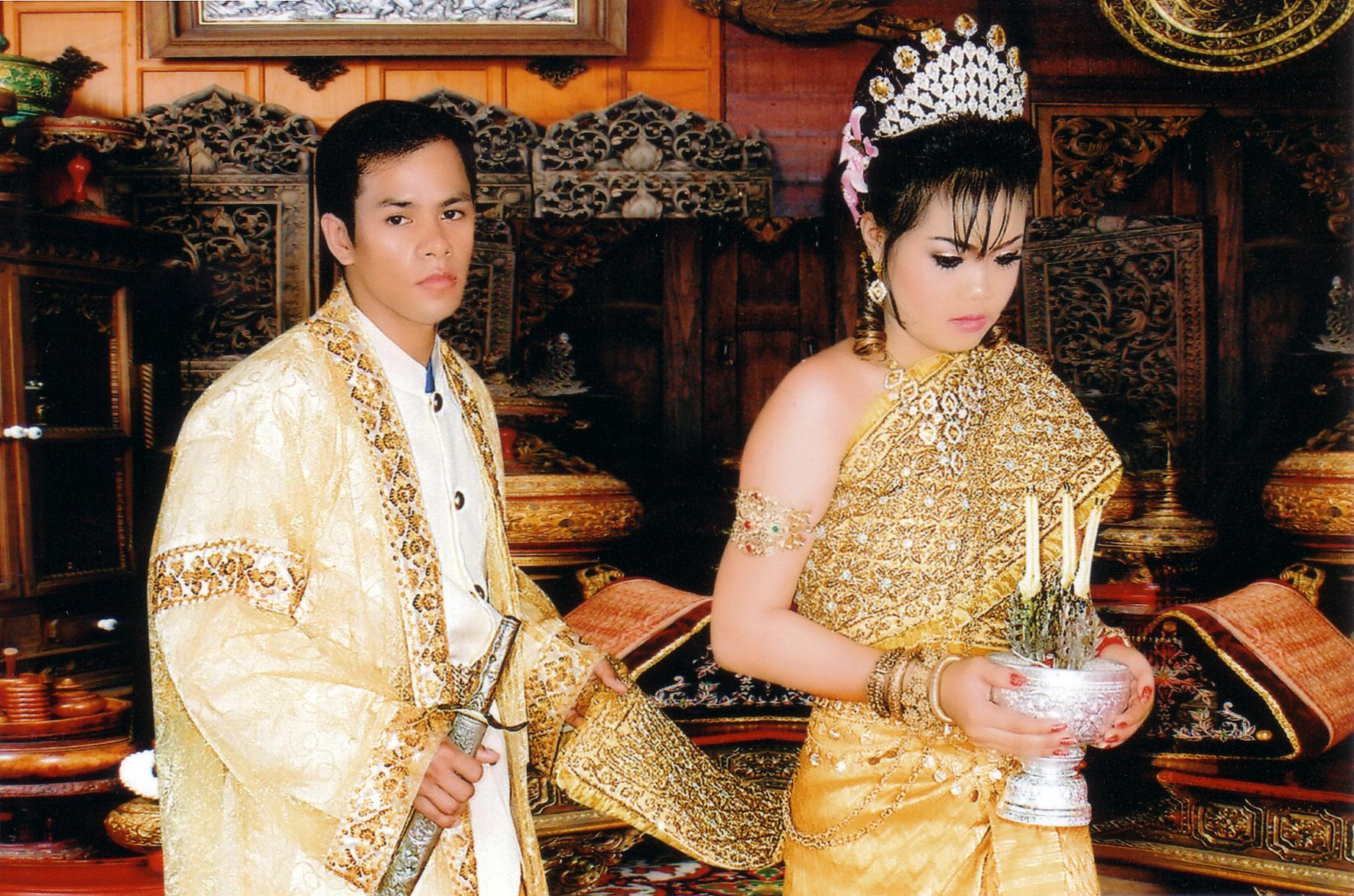
زفاف الخمير (الكمبودي) التقليدي

## عادات جنوب شرق آسيا

### عادات الزفاف الفلبينية
في حفلات الزفاف في الفلبين يرتدي العريس عادة البارونج تاجالوج Barong Tagalog، وكذلك الحاضرون الذكور، على الرغم من أن الأثرياء في الوقت الحاضر يختارون ارتداء الملابس الغربية مثل البدلة الرسمية.
يعتقد الفلبينيون أن إقامة حفلات زفاف لشقيقتين في نفس العام مثير للاستياء، ويعتبرونه حظًا سيئًا. كذلك يعتقد البعض أن سقوط خواتم الزفاف على الأرض هو نذير سوء الحظ، وعادة ما يُطلب من حامل الخاتم للتأكد من التعامل بحرص مع الخواتم. يجري أحيانًا لصق النقود أو تثبيتها على فستان العريس والعروس أثناء رقصهما الأول.

### عادات الزفاف الفيتنامية
من عادات الزفاف الفيتنامية التقليدية إرتداء العباءات التقليدية على غرار áo nhật bình، وهي تلك التي كانت ترتديها النساء والسيدات من أعضاء أسرة نجوين Nguyn في البلاط الملكي. ظلت هذه الموضة شائعةً ولا يزال الفيتناميون يمارسونها داخل وخارج فيتنام. وبالرغم من قيام بعض الأزواج بتغيير التصميم قليلاً لتحديثه ليناسب أذواقهم ؛ إلا أنه لا تزال صورة ظلية الفستان التقليدي كما هي. يعتبر ثوب الزفاف مقارنة بالملابس الفيتنامية التقليدية الأخرى أكثر تعقيدًا من حيث التصميم وهو مخصص فقط لأيام الزفاف.

### عادات الزفاف في سنغافورة
سنغافورة بلد متعدد الأعراق في جنوب شرق آسيا. حيث يوجد في سنغافورة سكان من أصول صينية وماليزية وهندية وأوراسية. ونتيجة لذلك، تختلف أنواع عادات الزفاف في سنغافورة بشكل كبير نسبيًا. بالنسبة لغالبية الصينيين، تُقام حفلات الزفاف ليوم واحد حيث يأخذ العريس العروس مع حفل شاي يليه غداء أو مأدبة عشاء الكنيسة.

### عادات الزفاف الملايو
يُقام حفل زفاف الملايو على مدى يومين، بدءًا من حفل عقد النكاح akad nikah في اليوم الأول، حيث يوقع العريس على عقد الزواج ويوافق على تقديم المهر للعروس من الماس kahwin. وبعد ذلك يتم صبغ أيديهم بالحناء خلال مراسم البيسار berinai besar. وفي اليوم الثاني، تتجهز العروس مع عائلتها وأصدقائها مع موسيقيين وحاملات أزهار النخيل في منزل العروس، ثم تنتقل إلى منزل العريس حيث يجري استقبالهم برش الأرز الأصفر والماء المعطر.

### عادات زفاف مينانجكاباو

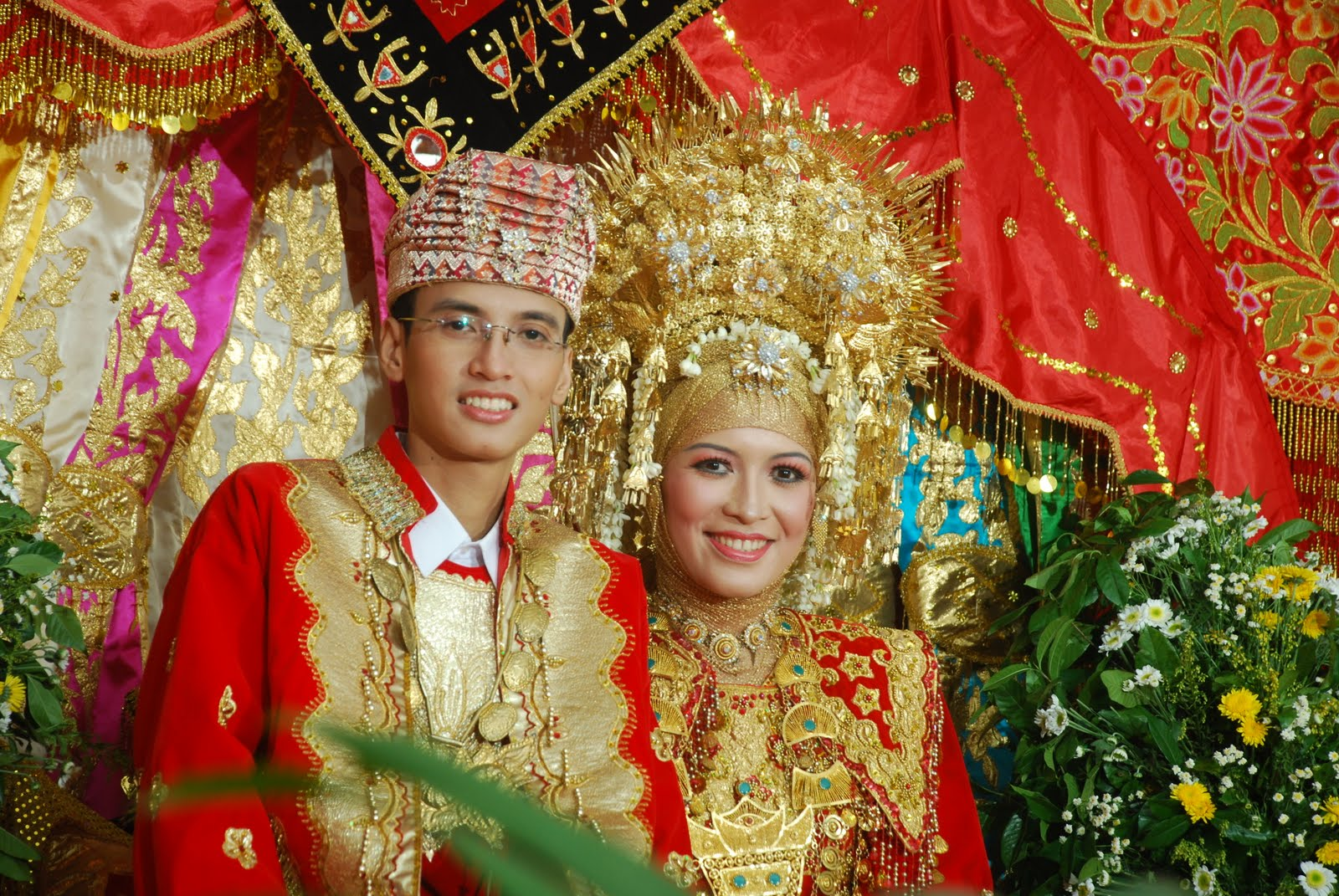
حفل زفاف مينانجكاباو في غرب سومطرة، إندونيسيا

في غرب سومطرة بأندونيسيا، وكمجتمع أمومي، تقوم عائلة العروس بالتقدم لخطبة العريس. هذا التقليد يسمى مامينانج maminang. وإذا تم قبول العرض، يوقع العروسان عقد الزواج. ويُقام حفل يُسمى manjapuik marapulai، حيث تدعو عائلة العروس العريس، ثم يظهر العروسان على الجمهور لإعلانهما كمتزوجين حديثًا.

## عادات الولايات المتحدة

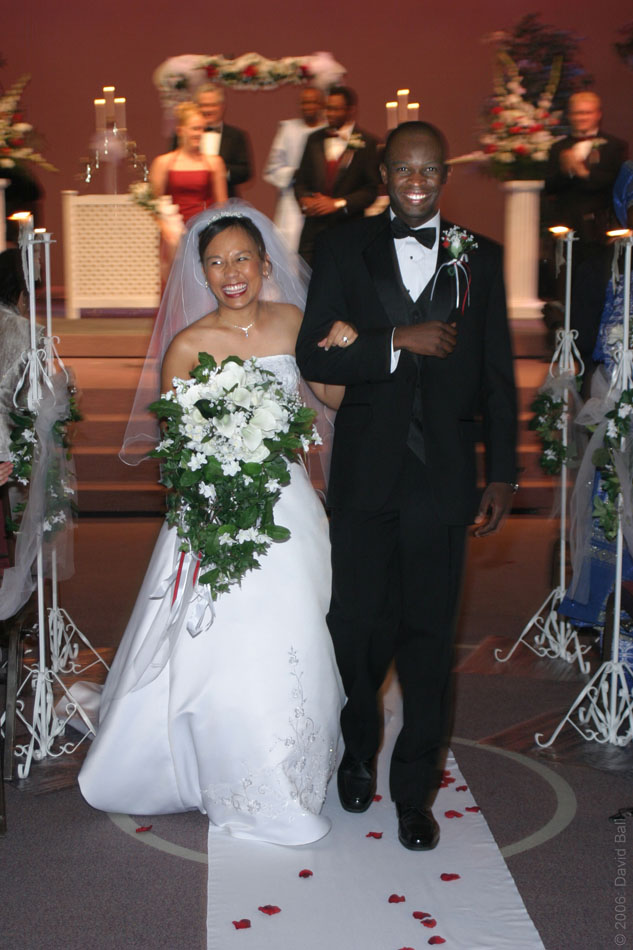
حفل زفاف في كاليفورنيا عام 2004 بين عروس فلبينية وعريس نيجيري

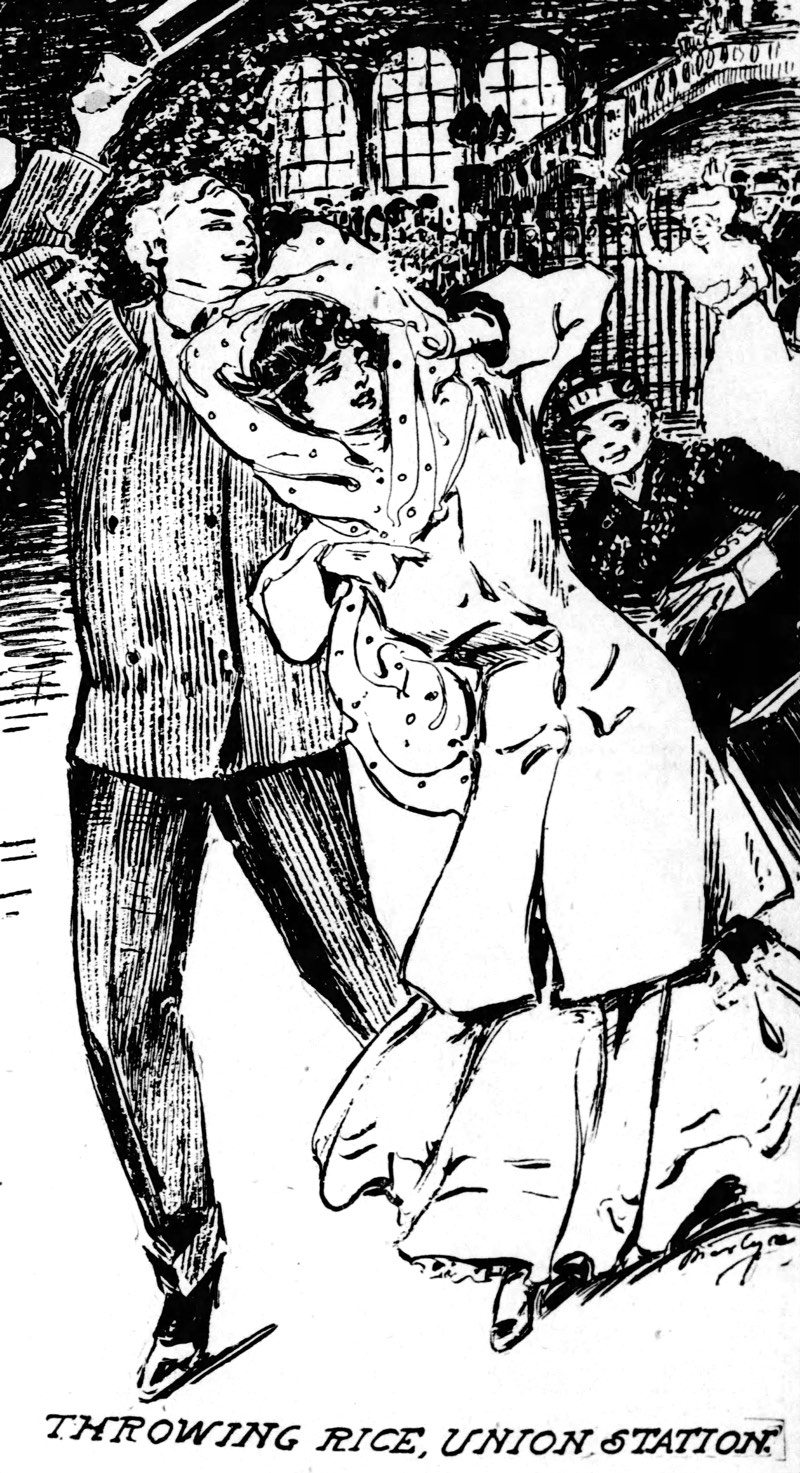
رسم خيالي للصحفية مارغريت مارتين لزوجين متزوجين حديثًا يتهربان من الأرز الذي أُلقي عليهما، 1906

تتبع معظم حفلات الزفاف في الولايات المتحدة نمطًا مشابهًا لحفلات الزفاف الإنجليزية. حيث يتبع تقليديًا ما يُسمى بـ الزفاف الأبيض، والذي أخذ اسمه من اللون الأبيض لفستان زفاف العروس، ولكنه يشير إلى حفل الزفاف بأكمله. قد تختلف العادات والتقاليد، ولكن نسرد هنا العادات المشتركة.
قبل حفلة الزواج
- يرسل المضيف دعوات إلى ضيوف حفل الزفاف، عادة قبل شهر إلى شهرين من الزفاف. وقد يتم توجيه الدعوات يدويًا في أغلب الأحيان لإظهار الأهمية والمعنى الشخصي لهذه المناسبة. لا يفرض تلقي الدعوة أي التزام على المدعو بخلاف القبول الفوري للدعوة أو رفضها، وتقديم التهنئة للزوجين.[26]
- ويُعد تقديم أي هدية للعروسين أمرًا اختياريًا، لكن جميع الضيوف المدعوين تقريبًا الذين يحضرون حفل الزفاف يقومون بذلك. يمكن إحضار الهدايا المغلفة إلى حفل الزفاف أو حفل الاستقبال، وويمكن تسليمها إلى العنوان الموجود في دعوة الزفاف أو إلى العنوان الوارد في سجل الزفاف للزوجين. ومن الهدايا التقليدية الأدوات المنزلية المفيدة، مثل الأطباق أو الأواني الفضية أو أدوات المطبخ والأجهزة أو المناشف.
- يتم اختيار الألوان من قبل البعض لتتناسب مع كل شيء من فساتين وصيفات الشرف والزهور والدعوات والديكورات، على الرغم من عدم وجود ضرورة للقيام بذلك.
- يقيم أصدقاء العريس حفلة للعريس تسمى "حفلة توديع العزوبية". عادة ما يتضمن الكحول والترفيه المفعم بالحيوية، حيث من المفترض أن هذه هي الفرصة الأخيرة للعريس للانخراط في "الفجور" قبل الزواج. وقد أصبح من الشائع بشكل متزايد قيام أصدقاء العروس بتنظيم حفلات "توديع العزوبية".

في حفل الزفاف
- قد يقام حفل الزفاف في أي مكان، ولكن غالبًا ما يجري اختيار كنيسة أو محكمة أو مكان خارجي. قد تكون المراسم متوافقة مع العادات الدينية للزوجين، أو ربما لا توجد تلك المراسم. يأخذ الشكل غير الديني الأكثر شيوعًا صورة حفل أنجليكاني بسيط في كتاب الصلاة المشتركة، ويمكن إجراؤه في أقل من عشر دقائق، على الرغم من أنه غالبًا ما يتم تمديده عن طريق إدخال الموسيقى أو الخطب.
- عادة ما ترتدي العرائس الأمريكيات فستانًا أبيض أو أبيض فاتح أو فضي أو أي فستان آخر فاتح اللون، خاصة في زواجهن الأول.[27] قد تختار العرائس أي لون، على الرغم من أن الأسود لا يشجعه البعض بشدة لأنه لون الحداد في الغرب.[28]
- أحيانًا يتم إلقاء البذور البيضاء أو قصاصات الورق على المتزوجين حديثًا أثناء مغادرتهم الحفل لترمز إلى الخصوبة.[29] بسبب الفوضى التي يسببها البذور مثل الأرز، غالبًا ما يغادر الأزواج العصريون وسط غيوم من الفقاعات.[30]

في حفل الاستقبال
- تُقدم المشروبات والوجبات الخفيفة أو ربما وجبة كاملة، خاصة في حفلات الاستقبال الطويلة في حالة دمج حفل الزفاف وحفل الاستقبال.
- في كثير من الأحيان، يقوم وصيف و / أو وصيفات الشرف بإجراء نخب التحميص toast للعروسين، مع الدعوات والتمنيات الطيبة.
- في عملية قطع رمزية لكعكة الزفاف، يمكن للزوجين أن يمسكا معًا بسكين الكعكة ويقطعا القطع الأولى من كعكة الزفاف التي يطعمونها لبعضهما البعض. وفي بعض الثقافات الفرعية، قد يقوما بتلطيخ الكعكة عمدًا على وجوه بعضهما البعض، والتي تعتبر مبتذلة في أمكان أخرى.[31][32][33]
- قد يرقص المتزوجان أولاً معًا لفترة وجيزة. في بعض الأحيان، وقد يُضاف فقرة يرقص فيها كل منهما مع أحد الوالدين، أو ربما مع أصدقاء آخرين في الحفل. يقوم العروسان باختيار الأغاني الخاصة بالحفل، مثل رقصة خاصة للأم مع الابن أو رقصة للأب مع الابنة. وفي بعض الثقافات الفرعية، تُقام رقصة الدولار حيث يرقص الضيوف مع أحد العروسين، ويمنحهم مبلغًا بسيطًا من المال.[34]
- في منتصف القرن العشرين، أصبح من الشائع أن تلقي العروس باقة زهورها على الفتيات غير المتزوجات خلال حفل الاستقبال، والفتاة التي تمسكها، حسب معتقدهم، ستكون التالية في الزواج. وهناك عملية مماثلة يقوم بها العريس، حيث يُلقى العريس برباط العروس على الشباب غير المتزوجين، ثم يقوم الشاب الذي أمسك الرباط بوضعه على ساق الفتاة التي أمسكت بالباقة. بينما لا تزال هذه الممارسات شائعة في العديد من الدوائر، إلا أن هذه الممارسات (خاصة الأخيرة) بدأت تفقد شعبيتها في القرن الحادي والعشرين.[35]

### هدايا الزفاف
الغرض من دعوة الضيوف هو جعلهم يشهدون مراسم زواج الزوجين وعهود الزواج والمشاركة في فرحتهم واحتفالهم. أما هدايا العروسين فهي اختيارية، وعلى الرغم من ذلك فإن معظم الضيوف يحاولون تقديم هدية رمزية على الأقل للتعبير عن أطيب تمنياتهم. يشعر بعض الأزواج والعائلات أنه في مقابل المصاريف التي يدفعونها للترفيه عن ضيوفهم وإطعامهم، فإنه يجب على الضيوف أن يقدموا لهم هدايا أو نقودًا باهظة الثمن. بينما يعتقد البعض الآخر أن هذا مخالف للآداب الصحيحة.
غالبًا ما يقوم العروسان بعمل قائمة من الهدايا في أحد المتاجر قبل موعد زفافهما بفترة طويلة. ويتيح لهم ذلك إنشاء قائمة بالأدوات المنزلية، بما في ذلك عادةً الخزف الصيني والأواني الفضية والأواني الكريستالية والبياضات أو غيرها من الأقمشة والأواني والمقالي، إلخ. تهدف هذه القائمة إلى مساعدة الضيوف في اختيار الهدايا التي يريدها العروسان حقًا، وتعد هذه الخدمة مربحة بدرجة كافية بحيث تتيح الفرصة لمعظم تجار التجزئة، من المتاجر الفاخرة إلى المتوسطة. وفقًا لقواعد السلوك العامة، فإنه لا تُعطى القائمة للضيوف إلا بناءً على طلب مباشر فقط، ولا يجري تضمينها مطلقًا في الدعوة. بالإضافة إلى ذلك، يقوم بعض الأزواج بالتسجيل في الخدمات التي تُمكّن جمع الهدايا المالية التي يمكن تخصيصها لتمويل أشياء مثل شهر العسل أو شراء منزل أو نفقات الكلية. يجد البعض أن قوائم الهدايا غير مناسبة لأنها تتعارض مع المفاهيم التقليدية للهدية، مثل ضرورة أن تكون الهدايا اختيارية ومفاجآت مبهجة يختارها المانح شخصيًا، وأن تلك القوائم تؤدي إلى نوع من المنافسة حسب السعر، لأن الزوجين يعرفان تكلفة كل هدية. ويعتقد البعض الآخر أن حفلات الزفاف هي فرص للحصول على أموال أو هدايا محددة من أكبر عدد ممكن من الناس، وحتى أن الدعوة تعني توقع الحصول على هدية عينية أو مالية وليس مجرد تهنئة.
عادة ما يتم إرسال خطابات الشكر على أي هدية على الفور بعد استلامها. تسمح التقاليد بإرسال هدايا الزفاف لمدة تصل إلى عام بعد تاريخ الزفاف، ولكن يجب إرسال الشكر في أقرب وقت ممكن، ويفضل أن يكون ذلك في غضون أسبوعين.

### عادات الأمريكيين الأفارقة
كان تقليد «القفز على المكنسة» شائعًا بين الأمريكيين الأفارقة. وقد نشأ هذا التقليد من عادة إمبراطورية آشانتي Asante في غرب أفريقيا. كانت المكنسة في أشانتي وثقافات أكان الأخرى تحمل أيضًا قيمة روحية وترمز إلى التخلص من أخطاء الماضي أو إبعاد الأرواح الشريرة عن العروسين. وكان يجري التلويح بالمكانس فوق رؤوس المتزوجين لدرء الأرواح الشريرة. كان الزوجان يقفزان في كثير من الأحيان ولكن ليس دائمًا فوق المكنسة في نهاية الحفل.
اكتسبت العادة أهمية إضافية في سياق العبودية في الولايات المتحدة. حيث كان العبيد ليس لديهم الحق في الزواج القانوني ؛ لأن مالكي العبيد كانوا يخشون من أن يؤدي الزواج القانوني والروابط الأسرية إلى اتحادهم والثورة. ومع ذلك، كانت طقوس الزواج أحداثًا مهمة للأفارقة، الذين جاءوا في كثير من الحالات من ثقافات أفريقية غنية بطقوس الاحتفالات.
أصبح أخذ عهود الزواج في حضور شاهد ثم القفز فوق مقبض المكنسة ممارسة شائعة لإنشاء اتحاد معترف به بين الزوجين. فالمكانس هي أيضًا رموز للموقد، وهي مركز الأسرة الجديدة التي يجري إنشاؤها.
هناك أيضًا تقاليد مثل قفز المكنسة في أوروبا، في مجتمعات Wicca و Celtic بشكل خاص. 

## عادات أمريكا الجنوبية

### عادات البرازيل
تتميز دولة البرازيل الواقعة في أمريكا الجنوبية بمجموعة من التقاليد والعادات داخل ثقافتها. بالنسبة للعرائس البرازيليات، تؤدي هذه التقاليد إلى حفلات زفاف باهظة وممتعة.
الاستعدادات
- يجري اختيار وصيفات الشرف للعروس ورفقاء لمساعدة العريس قبل أشهر من موعد الزفاف. وعادة ما يكون هناك ثلاثة رجال وثلاث نساء لجانب العرائس وأكثر من ثلاثة رجال وثلاث نساء لجانب العرسان. يصل العريس إلى موقع حفل الزفاف أولاً. ثم تأتي العروس إلى المكان، عادة ما يكون الكنيسة، بعد 10 دقائق على الأقل من وصول العريس. ومع ذلك، لا ينبغي أن يرى الاثنان بعضهما البعض قبل الحفل، حيث يعتقد أن هذا سيجلب الحظ السيئ.
- إذا كان العريس ضابطاً عسكرياً، يتم استبدال أدوار رفقاء العريس بحرس الشرف بسيوفهم. عادة ما يجري اختيارهم من الأصدقاء الشخصيين المقربين للعريس الذي خدم معه. يشمل دورهم تشكيل قوس السيف التقليدي للزوجين والضيوف للمشي من خلاله.
- قبل الزفاف بوقت ما، عادة بحوالي شهر واحد، تنظم العروس أو صديقاتها المقربين «دش المطبخ» "kitchen shower" بغرض منح العروس لقاءاً حميماً مع أقرب صديقاتها. وكانت هذه الحفلة تُقام «للفتيات فقط»، وكانت عادةً حفلة صغيرة، إلا أنه في الوقت الحاضر، أصبحت كبيرة، وقد يحضرها الرجال. عادة ما يعطي الشخص المدعو إلى هذا النوع من الحفلات العروس شيئاً لمطبخها ؛ ومن هنا جاء اسم «دش المطبخ»، وليس دش الزفاف.
- عادة ما يتم دفع تكاليف حفل الزفاف والحفل من قبل عائلة الزوجة، على الرغم من أن هذا تقليد لا يجري اتباعه دائماً، لأسباب مفهومة بسبب التكاليف الباهظة التي ينطوي عليها ذلك.

المراسم
- عادة ما تتبع مراسم الزفاف البرازيلية التقاليد المسيحية. حيث يتلو العروس والعريس عهود الزواج لبعضهما البعض بعد قراءة الصلاة. ثم يتبادل العروسان خواتم الزفاف. عادة ما يُنقش اسم العريس على خاتم العروس واسم العروس على خاتم العريس.
- بعد الاحتفال الديني، عادة ما يُقيم العروسان حفلة كبيرة حيث يتلقون تحيات من جميع الضيوف. عادة ما تقام الحفلة في مكان مختلف، وهو منزل خاص للحفلات يسمى في البرازيل «احتفالي» "ceremonial". يستمر الكثير من الغناء والرقص عادة بعد أن يرقص الزوجان رقصة الفالس Waltz.

حفل الاستقبال
- تشمل حفلات الزفاف البرازيلية الطعام والشراب والموسيقى. حيث يقدم الزوجان الهدايا لوالديهما، بينما يمنح الوالدان عدداً من الهدايا للزوجين.
- وهناك شيء فريد آخر في حفلات الزفاف في البرازيل هو حلوى تسمى "bem casado" (وتعني متزوجين جيداً)، والتي تُقدم عادة للضيوف في طريقهم للخروج، حيث يعتبرونها من أسباب جلب الحظ السعيد للزوجين. عادة قرب نهاية الحفلة أو قبل مغادرة الزوجين، تُلقي العروس باقة الزهور على صديقاتها غير المتزوجات. وهناك اعتقاد أن من تُمسك الباقة ستكون هي التالية في الزواج. ومن التقاليد الأخرى التي يعتقدوا أنها تجلب الثروة للعروسين، أن تكتب صديقات العروس أسمائهن على الجزء الداخلي من فستان العروس، ويقال أيضًا أن هذا يساعد صديقات العروس غير المتزوجات في العثور على زوج لهن.

الثقافة البرازيلية غنية جداً بتقاليدها العديدة والاحتفالات وربما الخرافات في كثير من الحالات. وتتأثر احتفالات الزفاف بالتأكيد بهذه التقاليد.